# 終結的熾天使
《終結的熾天使》是由日本作家镜贵也及漫畫家山本大和所合作的日本漫画作品。自2012年起於《JUMP SQUARE》開始連載；電視動畫則於2015年播出。作品分別有小說及漫畫。

## 故事概要
在不知什麼時候，整個世界被突如其來的未知病毒攻襲，幾乎徹底毀滅。但是只有13歲以下的孩子不被病毒所感染，僥倖活了下來。可是這些孩子們卻被從地底出現的吸血鬼所統治，並作為提供血液的家畜飼養。故事的主人公——百夜優一郎和百夜米迦爾就是被抓住的孤兒們之一，而面對不堪的命運，他們沒有屈服，開始計劃逃亡與復仇……
前傳小說描述本傳8年前，百夜優一郎的上司一濑紅蓮還是高中生時(故事時間5歲、15歲─16歲)，在同一所學校所發生的故事。那時世界還沒毀滅，咒術師集團「帝月」、「帝鬼」旗下小孩們成長階段相遇、相交，與百夜教交纏不斷的孽緣。主角一濑紅蓮十五歲，涉谷第一高中入學.....

## 登場人物
聲優一項順序為VOMIC版／電視動畫版

### 主要角色
百夜優一郎（聲：朴璐美／入野自由）
本作男主角。
性别：男
年龄：16
生日：10月16日
身長：170
體重：59
血型：A
感興趣的事物／喜歡的東西：米迦的事（有點擔心）／開車
喜歡的食物：咖哩、水果蛋糕
身分．階級／所屬：日本帝鬼軍．特殊二等兵／月鬼組（筱婭隊）
上司：一瀨紅蓮
鬼咒裝備：阿朱羅丸（黑鬼／附身型）
原名：天音優一郎／米迦勒(侏羅紀時代)
年幼時養母曾企圖放火燒死他。8歲時養母自殺，在差點被養父殺死的時候被送到百夜孤兒院。融入了新家庭後隨即遇上毀滅性的病毒爆發，此後4年一直為吸血鬼的供體。在好友米迦爾捨命相助下從地下都市桑古奈姆逃出，之後受到日本帝鬼軍的保護。為了報復殺死家人的吸血鬼，選擇投身戰鬥。視百夜米迦爾為最重要的人。是百夜教名為《終結的熾天使》實驗的實驗體，身體裡有一部分不是人類，身體擁有超乎常人的秘密力量，是真祖為重生米迦爾而製造的祭品，也已經是《終結的熾天使》實驗體，有數個複製體重生多次，皆夭折死亡，或被真祖、之夜所殺。只有在現代作為「百夜優一郎」時才成功長大。後來因不明原因在現代落於百夜教手中，並寄養在身為信徒的父母家中，被百夜教稱為「阿頓神」。在漫畫第十三話中非人類部分暴走覺醒，企圖殺死靠近的人，醒來後失去暴走期間的記憶。現為吸血鬼殲滅部隊「月鬼組」一員。與柊筱婭、早乙女與一、君月士方、三宮三葉五人組成柊筱婭分隊。
言語粗暴、性格直率，是個如同名字一般心裡也非常溫柔（※日文中的溫柔「優しい」和「優一郎」的「優」同字）
為了救助小孩，明知是陷阱也要實施救援，為貫徹自己的正義，也會破壞軍中的規定。
對於紅蓮還是鳴海一類的上級都能隨意地採取無理的態度。對身分沒有任何興趣。
而對同伴以外的人名字很難記住，比如說對第一次見到的鳴海取為「握力不佳男」或是對盧卡勒取名為「嚕嚕嚕．啦啦啦」
一說到開車就會有過剩的反應。
筱婭對於他的評價：「雖然優對長官態度惡劣，很喜歡獨斷先行、但意外地非常溫柔！而且，還是個處男！」
與一對於他的評價：「堅強、勇敢，似乎是值得信任的人？在學校遇到困難的時候優君幫助了我。」
體內寄宿著終結的熾天使 「第二號角」──鹽之王。
在名古屋決戰後四個月，和米迦、筱婭隊、鳴海共同行動。現在與化為鬼咒裝備的米迦擺脫紅蓮的計劃，透過記憶回朔尋找自己的出身及解決辦法。後證實他才是真正的天使米迦勒，為真祖的克隆體兼孩子，力量僅次真祖，為了欺瞞真祖把自身的記憶修改，阻止真祖為復活自己和所有天使而再次受天罰制裁。目前為了實現在免除天罰代價下(保住自己和米迦爾的性命)復活全人類計劃，主動前往吸血鬼陣營與齊蕂等上位始祖及被囚禁的真祖接觸。成功在真祖消逝前，取得復活米迦爾和樂園(天使)的術式，並把術式轉交給齊蕂研究，同時暗中設下「詛咒」以禁止上位始祖們殺害自己和米迦爾。
鬼咒裝備「阿朱羅丸」聲：山村響
性別：男
原名為：亞瑟拉．采佩西（或翻譯為阿謝拉‧采佩西）
克魯魯的兄長，出身千年前的古希臘貴族世家。在母親及家族被反抗貴族的平民義軍殺死後，被賣到人口販子手中，後被真祖買走，認識了當時的優。在被真祖以優的血液轉化成第三始祖後，又被真祖帶到柊家造成鬼，寄宿在真晝體內。被真晝製成鬼咒裝備。雖然失去過去的記憶，但心里仍存在對克魯魯的感情，甚至想奪去優一郎的身体去見她。
隨着與始祖、之夜相見，優暴走的情況逐漸嚴重，他也恢復昔日的記憶。是真祖計劃中的協助者(黑鬼)之一，和阻止計劃的紅蓮、優是敵對關係。
與百夜優一郎簽訂契約的鬼，黑鬼中最上位之一。武器型態為日本刀，被百夜教稱為「米迦勒之刀」。個性非常倔強，小惡魔，自稱以前是非常強的存在。由於他是以優的血液轉化，所以不算是第三始祖，但也因此加強與優的契約聯繫。後來更被優反向控制。
連鬼也能斬斷，擅長的戰鬥範圍是近距離。
鬼咒契約時，約定會趁著不注意時奪取優一郎身體，天天在惡夢中出現。能力修練時因為優一郎「我會當你的同伴」，附身到優一郎身上，關係變好。由於優想保護「家人」的願望與其相同，所以也不希望優的意識被吞噬，盡可能保持共存的狀態。在古希臘時代，也與克魯魯一起十分照顧優。現在被優和米迦吞噬，意識藏於米迦體內。
特殊能力為阿朱羅觀音，能夠具現出多把日本刀。
百夜米迦爾（聲：岸尾大輔／小野賢章）
本作男主角
性别：男
年龄：16
生日：5月1日
身長：推定173
體重：推定57
血型：O
武裝：一級武裝
原名：進藤米迦爾/優（YOU）（自侏羅紀時代起的名字）
感興趣的事物／喜歡的東西：小優現在怎麼了、費里德為什麼一直那麼開朗
喜歡的食物：人類時喜歡吃咖哩（貌似是因為小優愛吃所以才愛吃），現在則是血。壓倒性喜歡的血（咖哩已經不能吃了）
身份．階級／所屬：吸血鬼．都市防衛隊／費里德的從者
優一郎的好友，同時也是最重要的家人。表面上的身份是混血兒，小時候被身為百夜教信徒的日籍養母拋出車外虐待，醉酒駕駛的外籍養父視而不見，後進入了百夜孤兒院。為人開朗，是孤兒們的領導者。為了讓優一郎逃出，被費里德重傷瀕臨死亡（優一郎以為其已經死亡），後喝下第三始祖克魯魯·采佩西的血成為吸血鬼，得到僅次於下位貴族的力量並被克魯魯•采佩西重視。因吸食人血後會變成正式吸血鬼，並且身體停止成長，所以一直以吸食克魯魯的血液或飲用其抽出的血液維生，被拉庫斯稱為“女王身邊的大紅人”。第三話以吸血鬼的身份同費里德一起出現。第十三話與家人優重逢，企圖帶走優，兩人離開人類和吸血鬼的世界。小優眼見同伴們被吸血鬼吸血，導致體內非人類部分覺醒。第十四話米迦爾未能阻止優的暴走，並且沒法帶回昏迷的優，表露出了對優加以利用的人類的憎恨，特別是一賴紅蓮及柊家。
與百夜優一郎之間有著不可磨滅的羈絆。在古希臘時代已經同為真祖的「熾天使」實驗體，疑似有多個複製體或重生多次，但只有在現代作為「百夜米迦爾」時才真正與優一郎認識和生活。後在真祖安排下，落入到百夜教(百夜孤兒院)手中，但因真晝和齊藤故意把孤兒院的情報分別透露給克魯魯和費里德，故落入吸血鬼手中。
在吸食優一郎的血液後成為正式吸血鬼，眼瞳由藍色轉為红色。
在名古屋決戰後，和筱婭隊、鳴海共同行動。期間依賴吸食優一郎及飲用自筱婭隊隊員抽出的血液維生。
與紅蓮的戰鬥中，用盡全身的血液，並遭到腰砍，陷入鬼化危機中，後來身體爆炸。意識化為黑鬼，被眾黑鬼稱為王。按自身意願，寄宿在優一郎的鬼咒裝備中，成功反抗真祖。現在與優一郎擺脫紅蓮的計劃，透過記憶回朔尋找自己的出身及解決辦法。
真正身份是由真祖在侏羅紀時代創造的眼球人造寵物，當時尚未有感情及人格，被天使米迦勒命名為YOU(優)。 後來在真祖墮落後，幫他製造人類以復活天使靈魂。在天使米迦爾偷偷把靈魂轉移到人類身體後，答應幫他阻止真祖復活米迦爾的計劃而和他交換身份，佔據天使米迦爾的肉身。之後真正的天使米迦勒為了欺瞞真祖，被真正的米迦勒命名為米迦爾。
柊筱婭（聲：早見沙織）
性别：女
年龄：16
生日：12月25日
身長：150
體重：39
血型：AB
感興趣的事物/喜歡的東西: 基本上對什麼事情都沒興趣，但最近開始會思考有關同伴的事/豐胸的方法
喜歡的食物：加了乳酪的料理、蒙布朗
喜歡的異性:百夜優一郎
身分‧階級／所屬: 日本帝鬼軍 軍曹／月鬼組（筱婭隊．分隊長）
同父異母之兄（兩位兄長皆為父亲的正室妻子所生）：柊暮人，柊征志郎
同父異母之姐（雖然姊妹皆為鬼咒實驗體所生，但真晝的生母在筱娅出生之前已死亡，故兩人的母亲並非同一人。此外，兩人以人工受孕的方式所生，故作為實驗體的母亲都沒有名份）：柊真晝，鬼咒裝備的開發者，已死。
義兄：柊深夜（柊家養子，原真晝未婚夫）
鬼咒裝備：四鐮童子（未知／具現化型）
軍隊派來監視優一郎高中生活的監視官。月鬼組一員一瀨紅蓮的部下。個性善於裝傻、幹練、表情總是感覺隔著一層感情。
被一瀨紅蓮指派為包括優一郎在內等新人的五人小隊隊長。柊家女兒之一，因厭倦權力鬥爭以及姊姊真晝的悲劇事件影響，放棄姓氏的特權待在紅蓮中佐底下。生來擁有真祖的因子，被其監視和控制人生。在真晝的訓練下，擁有比真晝更強對鬼的控制力，建立起心牆以保護自我，也能在任何情況下拒絕透露任何情報。直至優一郎的出現，影響了她對「家人」、「同伴」、「友誼」的看法，也為了救他而放棄建築多年的心牆，讓真祖徹底附身在自己身上，導致自己陷入吸血鬼化的危機中。
在真祖被封印後，暫時恢復正常。後來又為了幫助優一郎，和姊姊真晝一起把剋制真祖的毒藥注入體內，弱化真祖的基因和力量。目前已成功反掌控真祖的力量及手中的黑鬼們，甚至打破真祖建立的心牆防壁，把真祖吞噬。
被紅蓮點醒後積極地觸碰優一郎。一個人住在軍官隊舍的個人房。軍階刻意停留在士官。
鬼咒裝備「四鐮童子」
性別: 無(墮落天使)
與筱婭簽定契約的鬼，暱稱小四。對筱婭以外的人類少話，但是無法在她身上取得太多慾望。武器型態為鐮刀，平時收束於筱婭手中。真正身份是吸血鬼第一始祖「席卡·馬杜」(西格瑪多)，有著熾天使的外表，也是長年附身於歷代柊家家主的慕後黑手，實力異常強大。隨著筱婭的心牆倒下，他成功把筱婭吸血鬼化，並用其身體覺醒復活。後被紅蓮、真晝及之夜以罪鍵暫時封印，但仍能隨時短暫控制筱婭的身體。
在成為真祖前，是已墮落的天使，米迦爾為他所創造的孩子(人造天使)，本身沒有性別。自侏羅紀以前，本來是地球統治者，為了解決天使染病的問題，故意製造米迦爾為延長壽命的實驗體，對米迦爾產生了親情，最終因企圖復活自殺的米迦爾和逝去的天使們遭更上位的天使及神懲罰而墮落，變成會被陽光燃燒的不死者。貫穿整個故事的「終結的熾天使」實驗(包括製造吸血鬼、黑鬼和控制/建立柊家)皆為他的計劃，一切皆為了復活自己的孩子天使米迦爾，同時也是創造人類來復活逝去所有天使靈魂，其中過去心腹手下即被轉化為後來的上位吸血鬼。在復活米迦爾的計劃失敗後，遭天使追殺而不得不求助曾被他拋棄的齊藤和烏爾德，並以交換其計劃和世界起源為條件。遭到吸血鬼上位始祖們囚禁，明白手中的「棋子們」(吸血鬼上位始祖、真晝和筱婭兩姊妹，以及自己創造的孩子米迦爾和優)已經逐漸脫離掌控，更破壞其計劃。最終在消逝前，把復活米迦爾和樂園(天使)的術式全部托付給優一郎。

### 人類

#### 日本帝鬼軍吸血鬼殲滅部隊「月鬼組」

##### 筱婭隊
早乙女與一（聲：小林親弘／岡本信彥）
性别：男
年龄：16
生日：11月23日
身長：165
體重：50
血型：B
感興趣的事物/喜歡的東西：和復仇心態相處的方式/可樂
喜歡的食物: 拿波里義大利麵、綠茶、紅茶
喜歡的異性: 有主張的人
身分‧階級/所屬: 日本帝鬼軍/月鬼組（筱婭隊）
鬼咒裝備：月光韻（黑鬼／具象化型）
而在漫画的前传小说中，真昼托付给红莲的“终结的炽天使”实验体儿童名单上，赫然写着与一与姐姐巴的名字。
優一郎的同學。在學校與優一郎一起對抗吸血鬼為契機成為朋友。親眼目睹自己的姐姐為了保護自己而被吸血鬼殘忍殺害，而自己則軟弱的躲在床底，感到深深的自責，所以為了向殺死姐姐的吸血鬼復仇而致力於加入吸血鬼殲滅部隊。因其性格懦弱善良，實力不夠，在與鬼神簽訂契約時被奪取心智，不過在優一郎等人的幫助下，最終恢復心智。在名古屋時被柊深夜少將帶著進行狙擊隊的實戰指導。“终结的炽天使”实验体之一。
鬼咒裝備「月光韻」
性別：男
與與一簽訂契約的鬼，外表為成年男性。武器型態為弓。對與一耳語其實小時候只有自己活下來其實很開心吧。因為與一對同伴的羈絆而屈服。非常喜歡與一，每晚都在夢中聊天，不知不覺就認同了主人把能力開放。
目前已經恢復昔日的記憶。是真祖計劃中的協助者(黑鬼)之一，和阻止計劃的紅蓮、與一是敵對關係，後遭到與一反向控制。
前世是真祖的心腹天使Raum。
君月士方（聲：無／石川界人）
性别：男
年龄：16
生日：11月26日
身長: 177
體重：62
血型：O
感興趣的事物/喜歡的東西: 治療妹妹的方法/妹妹、做餅乾
喜歡的食物：巧克力餅乾、焦糖餅乾（都是因為妹妹喜歡的關係）
喜歡的異性：不會把人扔在高速公路上的女性、對妹妹溫柔的女性
身分‧階級/所屬: 日本帝鬼軍/月鬼組（筱婭隊）
鬼咒裝備：鬼箱王（黑鬼／憑依型）
在漫画的前传小说中，真昼托付给红莲的“终结的炽天使”实验体儿童名单上，赫然写着士方与妹妹未来的名字。
赤髮的眼鏡少年。為了救治感染默示錄病毒的妹妹君月未來而致力於加入吸血鬼殲滅部隊，成績班上第一。對力量以外的事沒有興趣，最初與優一郎不和，後來卻與其成為朋友。現與優一郎一同與最高等級的鬼簽訂了契約，獲得了可擊殺吸血鬼的武器。對料理很拿手。“终结的炽天使”实验体之一。
妹妹被作為熾天使實驗的材料而要阻止，被紅蓮打傷。
鬼咒裝備「鬼箱王」
性別: 男
外貌為頭上有兩隻角的鬼，外表為少年。黑鬼中也是最高等級的存在。武器型態為兩把單手劍。認識阿朱羅丸，鬼化前是第三位始祖之一。
能力如同名子一般神秘，招喚一個棺材外型的鬼箱，9秒倒數完後會將近距離內聽到9秒倒數的目標強制收入箱中，在箱中將目標殺死的能力。
目前已經恢復昔日的記憶。是真祖計劃中的協助者(黑鬼)之一，和阻止計劃的紅蓮、君月是敵對關係，後遭到君月反向控制。
前世是真祖的心腹天使Orobas。
三宮三葉（聲：無／井口裕香）
性别：女
年龄：16
生日：7月7日
身長：155
體重：44
血型：A
感興趣的事物/喜歡的東西: 理想的軍人之道、不辱做為三宮家的生存之道、對優秀的姊姊多少會有的自卑感/女子力（正思考著不能再想點辦法嗎）
喜歡的食物：和菓子類（草莓大福、草味年糕）
喜歡的異性：能作為領導者依靠的人、做菜比自己糟的人
身分‧階級/所屬: 日本帝鬼軍 特務少尉/月鬼組（筱婭隊）
鬼咒裝備：天字竜（茶枳尼／具現化型）、奇‧魯克(黑鬼)
13歲就加入帝鬼軍的少女，曾因為自己的衝動導致原來的隊伍除自己以外全滅，和柊筱婭是朋友。
但因為小優的衝動和不顧一切的魯莽，害怕再次出現全軍覆滅的情況，常常對小優發火。被點醒心理創傷後對百夜優一郎有好感。
執著於三宮家子女的身分，很渴求升遷，與同伴相處後慢慢放開。對料理很不拿手，曾加入奇怪的食材毀掉午餐。
鬼咒裝備「天字龙」
武器外型為巨斧。平時收束於三葉身體中。能力招喚數個黑影作戰。

##### 紅蓮隊
一瀨紅蓮（聲：濱田賢二／中村悠一）
性别：男
年龄：24
生日：8月28日
身長：183
體重：65
血型：O
感興趣的事物/喜歡的東西: 優一郎、真昼/遊戲、爵士樂
喜歡的食物：咖哩
喜歡的異性: （柊真昼）
身分‧階級/所屬: 日本帝鬼軍 中佐/月鬼組頭目（紅蓮隊　隊長）
鬼咒裝備：真昼之夜（黑鬼／憑依型）
日本帝鬼軍吸血鬼殲滅部隊「月鬼組」的中佐。保護了逃出的優一郎並向其發出邀請。平時微笑微笑的表情，話語中令人感覺未知的野心。
前傳小說《終結的熾天使、一瀨紅蓮16歲的破滅》男主角。討厭這個沒救的汙穢世界，學生時代和深夜約定要改變一切。
柊家分家一瀨家之子，軍階為中佐卻仍常被叫去參加上位會議。带领的五人小队成员有：花依小百合少尉、雪见时雨少尉、十条美十大佐、五士典人大佐。有著一瀨家給予的從者：花依小百合、雪见时雨。
其實放不下同伴的生死又很溺愛直屬的部下，特別是成長後的優一郎。擁有雙重人格，分别是温柔且想拯救部下的理想主義者；另一個則是被逝去的前戀人柊真昼所附身的完美主義者（同時就是一切真正的幕后黑手）。為了復活已死的同伴們而啟動了「終結的熾天使」，導致世界滅亡，但為免被復活之人因得知自己曾死亡的事實而歸於虛無，不得不獨自背負秘密，並找出能讓他們長存的方法。
動畫版中被真昼控制身體，回到原本的人格後與柊暮人一起接管吸血鬼地下城市。
過去資料詳見小說人物介紹※
鬼咒裝備「真昼之夜」
一瀨紅蓮的鬼咒裝備，收束後呈現日本刀型態，自稱屬於強大力量型，本人刻意或是其他目的沒有在他人面前展開過真身，因此常戰敗。在真晝解放體內的之夜後，促使紅蓮變成了鬼。
之夜(Noya Hienma)的真正身份是前第三始祖，曾與克魯魯兄妺一起在古希臘時代作為真祖的實驗體生活。少數和紅蓮、真晝合作反抗真祖的黑鬼。前世是真祖在侏羅紀時代的心腹天使納貝流士。
(詳見柊真昼※)
花依小百合（聲：無／種﨑敦美）
性别：女
年龄：24
生日：5月23日
身長：165
體重：49
血型：A
感興趣的事物/喜歡的東西：想當新娘子、美味的料理/紅蓮
喜歡的食物：紅蓮當天想要吃的食物
喜歡的異性：一瀨紅蓮
身分‧階級/所屬: 日本帝鬼軍 少尉/月鬼組（紅蓮隊）/月鬼組研修教室 教師、紅蓮的隨侍
鬼咒裝備：菊理
月鬼組培訓教室的老師，原本的班級導師是紅蓮，因為中佐總是翹課，大部分的課堂都是小百合老師上課，是個溫柔的老師。對君月士方和百夜優一郎兩個問題學生既生氣又包容。
一瀨紅蓮的侍從。
小說《終結的熾天使、一瀨紅蓮16歲的破滅》中描述到小百合對紅蓮懷有暗戀之情。
雪見時雨（聲：石川由依）
性别：女
年龄：24
生日：5月10日
身長：151
體重：40
血型：B
感興趣的事物/喜歡的東西: 護髮、修理暗器/紅蓮
喜歡的食物: 小百合的料理
喜歡的異性：一瀨紅蓮
身分‧階級/所屬: 日本帝鬼軍 少尉/月鬼組（紅蓮隊）/紅蓮的隨侍
鬼咒裝備：黑凪
無口女。有著深藍色長髮、平切劉海髮型。
冰山型的冷美人，與小百合一同是一瀨紅蓮的貼身侍從。
十條美十（聲：嶋村侑）
性别：女
年龄：23
生日：1月1日
身長：163
體重：47
血型：AB
感興趣的事物/喜歡的東西: 紅蓮、遊戲/女孩子氣的流行物（擁有可愛的私服，一直想穿給紅蓮看但苦無機會）
喜歡的食物：章魚燒、大阪燒（自在世界還沒毀滅的時候，大家一起在紅蓮的房間裡煎來吃之後）
喜歡的異性：一瀨紅蓮
身分‧階級/所屬：日本帝鬼軍　大佐/月鬼組（紅蓮隊）
鬼咒裝備：火愚士
效忠於柊家的名門十條之女。世界滅亡後，父母雙亡，繼任為十條家當家。
階級為大佐卻聚集在紅蓮身邊。
在小說《終結的熾天使、一瀨紅蓮16歲的破滅》中與一瀨紅蓮是涉谷第一高中的同班同學。
對一瀨紅蓮有好感。
五士典人（聲：小野大輔）
性别：男
年龄：24
生日：5月15日
身長：185
體重：74
血型：O
感興趣的事物/喜歡的東西：可愛的女孩子/哲學書籍
喜歡的食物：薯片、巧克力泡芙
喜歡的異性：可愛的女孩子都喜歡
身分‧階級/所屬: 日本帝鬼軍 大佐/月鬼組（紅蓮隊）
鬼咒裝備：覚世
效忠於柊家的名門五士家的長子。世界滅亡後，父母雙亡，現任當家是比他優秀的弟弟。
階級為大佐卻聚集在紅蓮身邊。
在小說《終結的熾天使、一瀨紅蓮16歲的破滅》中與一瀨紅蓮是涉谷第一高中的同班同學。

##### 鳴海真琴分隊
鳴海真琴（聲：細谷佳正）
性别：男
年齡：19
職業：軍人（日本帝鬼軍）
身份：軍曹、鳴海小隊隊長、「帝之月」一瀨家分家成員
出身「帝之月」中比较大的分家鳴海家，與秀作是自小認識，一起長大的同伴。父親是分家家主，年幼時巳亡故的母親是能和秀作的母親岩咲紫烟齊名的咒術師。
在世界滅亡後，帶上後来的隊員一起投靠紅蓮的「月鬼組」。和柊筱婭小隊一同收到擊殺第十五位始祖盧考勒．威士卡的任務，由於盧考勒．威士卡受到君月的挑釁而掉入圈套，被優一郎砍成一半後，本人負責給予最後一擊將其殺死。
曾經和百夜優一郎握手時用力握向對方，但鳴海真琴握力不及對方，反被對方捏痛右手，其後更被百夜優一郎戲稱為「握力很差那位」。
對上的服從性很強和十分果斷，柊筱婭因讓米迦帶走優一郎被指為背叛，違反柊深夜命令的月鬼組士兵朝柊筱婭拔刀相向，鳴海真琴果斷為柊筱婭擋下了攻擊。
但當對上自己成員受危時，會對上層的產生質疑，違反軍令在所不惜保護隊員生命，對自己隊員十分重視。此外，他对「帝之月」的家主紅蓮也十分敬重。
具隊長的條件，當井上利香向柊筱婭痛下殺手時，鳴海真琴以隊長身份調停。
現與筱婭隊、米迦共同行動。
井上利香（聲：石原夏織）
性别：女
職業：軍人（日本帝鬼軍）
身份：鳴海小隊隊員
和柊筱婭小隊一同收到擊殺第十五位始祖盧考勒．威士卡的任務，並共同將盧考勒．威士卡打倒。
被暮人以終結的熾天使實驗作為祭品殺害，屍體被保存在「帝之月」的地下實驗場。
岩咲秀作（聲：平川大輔）
性别：男
職業：軍人（日本帝鬼軍）
身份：鳴海小隊隊員、一瀨家分家成员
鬼咒裝備：赤蛇
出身「帝之月」中地位比较小的分家岩咲家，世代輔助鳴海家成为一瀨家當主的助力。與其他分家以男性主導不同，其母紫烟是少見女性家主，也是著名的咒術師。
和柊筱婭小隊一同收到擊殺第十五位始祖盧考勒．威士卡的任務，並共同將盧考勒．威士卡打倒。
被幕人以終結的熾天使實驗作為祭品殺害，屍體被保存在「帝之月」的地下實驗場。
鍵山太郎（聲：星野貴紀）
性别：男
職業：軍人（日本帝鬼軍）
身份：鳴海小隊隊員
世界滅亡後，真琴和秀作在逃亡路上認識的同伴，之後隨他们投靠紅蓮的「月鬼組」。和柊筱婭小隊一同收到擊殺第十五位始祖盧考勒．威士卡的任務，並共同將盧考勒．威士卡打倒。
後為保護円藤彌生而被襲來的吸血鬼殺死，屍體被保存在「帝之月」的地下實驗場。
円藤彌生（聲：加藤英美里）
性别：女
職業：軍人（日本帝鬼軍）
身份：鳴海小隊隊員
和柊筱婭小隊一同收到擊殺第十五位始祖盧考勒‧威士卡的任務，並共同將盧考勒．威士卡打倒。
後被襲來的吸血鬼殺死，屍體被保存在「帝之月」的地下實驗場。

#### 日本帝鬼軍
柊暮人（聲：前野智昭）
性别：男
年齡: 25
生日：3月31日
血型：A
身高：187
體重：73
感興趣的事物/喜歡的東西: 人類光明的未來、適宜部下工作的環境/睡著舒服的枕頭
喜歡的食物：紅茶、碳酸飲料
喜歡的異性：能生優秀孩子的女性、對自己言聽計從的女性(三宮葵)
職業：軍人（日本帝鬼軍）
身份：中將
所屬：澀谷本隊
鬼咒裝備：雷鳴鬼（黑鬼／憑依型）
柊家長子，柊真晝、柊筱婭、以及柊征志郎的哥哥。日本帝鬼軍元帥以外，現階段實質權力最大者，後推翻父亲成為新的柊家當主，並遭四鐮童子附身，後因筱婭的關係而暫時脱身。對個人實力比他強大的真晝抱着自卑感，甚至一度向父親提出讓她成為下任家主的宣言，但得知柊家的真相後，決定保住紅蓮、深夜等人作為推翻柊家操控者的同伴。在筱婭吸血鬼化一事中，也認清這位看似未被家族看重的妹妹，才是擁有比真晝更優秀的基因、真祖最理想的宿主。
因體內的雷鳴鬼而被烏爾德抓住，昏睡期間被齊藤以其身體作媒介，成功抓住真祖。帝鬼軍總部也遭吸血鬼佔領，全軍成員被抓住(紅蓮、鳴海及筱婭隊是少數逃脱的成員)。後來趁着優一郎和米迦爾向上位吸血鬼進攻期間，和深夜一起逃獄及救出帝鬼軍成員。現和紅蓮隊合作，反攻被吸血鬼佔領的總部，試圖奪回計畫關鍵的優一郎、米迦爾和罪鍵。
小說《終結的熾天使、一瀨紅蓮16歲的破滅》第二卷中以涉谷第一高中的學生會會長身份登場，並且識破了紅蓮隱藏實力的真相，將其納為自己部下。於漫畫23話柊暮人為了更高效的生產鬼呪裝備正在想辦法讓吸血鬼變成鬼的外貌，將俘虜的吸血鬼用鎖鏈將其綁住不讓其吸血，其表示低階的吸血鬼似乎無法變成鬼，就算變成了也比強大武器的複製品質量還低。
鬼咒裝備“雷鳴鬼”
性別：女
前第三始祖，前世是真祖的心腹天使Bathin。
柊深夜（聲：鈴木達央）
性别：男
年齡：24
生日：11月22日
血型：B
身高：183
體重：62
感興趣的事物/喜歡的東西: 紅蓮最近在幹什麼/紅蓮可能討厭的東西、果醬
喜歡的食物: （和米飯相比）麵包、果醬、橘皮果醬
喜歡的異性:　「未婚妻都那樣了、有點累了......」
職業：軍人（日本帝鬼軍）
身份：少將
所屬：澀谷本隊
鬼咒裝備：白虎丸（黑鬼／具現化型）
柊家為了生出優秀的後代，而從小就施以調教訓練的養子，原結婚對象是柊真晝。
小說《終結的熾天使、一瀨紅蓮16歲的破滅》第二男主角，與紅蓮為同桌同學，表達了內心憎恨柊家，企圖與紅蓮聯手從內部擊潰柊家。實際上只因沒有什麼生存寄托(真晝從一開始便告知他不會有機會和自己結婚，故此自己隨時都可能被柊家處死)，所以才故意找理由讓自己有些寄托，並因此和紅蓮建立牢不可破的友誼。
目前因體內的白虎丸而被抓住，昏睡期間被齊藤以其身體作媒介，成功抓住真祖。後來趁着優一郎和米迦爾向上位吸血鬼進攻期間，和暮人一起逃獄及救出帝鬼軍成員。
鬼咒裝備“白虎丸”
從齊藤的話語來看以前可能也是第三始祖之一。與柊深夜的關係似乎很好，忌憚柊真晝，曾經現身向其警告不得傷害柊深夜，不過反被威脅不得向柊深夜透露她的存在。
前世可能是真祖的心腹天使Marbas。
柊征志郎（聲：吉野裕行）
性别：男
年齡：23
生日：1月25日
身長：180
體重：63
血型：O
感興趣的事物/喜歡的東西：父親大人是喜歡還是不喜歡/流行歌曲
喜歡的食物：牛肉（牛排等）、全部的中華料理（特別是麻婆豆腐）
喜歡的異性：順從的女性、天然的女性
職業：軍人（日本帝鬼軍）
身份：少將
鬼咒裝備：櫛玉 姬
柊家次子，與真晝、筱婭為異母的兄弟姊妹，暮人唯一同母的弟弟。
小說《終結的熾天使、一瀨紅蓮16歲的破滅》第一卷登場，在術式選拔測試中第一場對手為花依小百合，第二場對手為一瀨紅蓮。為測試紅蓮實力而前去欺辱紅蓮並在第一場測試中痛毆小百合。在第二卷中表現出對實力超出自己許多的兄長暮人及真晝懷有自卑情緒。在父親死後，因暮人要研究如何讓柊家成員擺脫真祖附身而被抓入實驗室做活體實驗。
柊天利（聲：藤原啟治）
性别：男
年齡：49
生日：6月27日
身長：181
體重：76
血型：B
感興趣的事物/喜歡的東西: 柊家的繁榮/渴望和同世代的人說話（基本上都死了）
喜歡的食物：野菜的天婦羅
喜歡的異性：能生優秀孩子的人
職業：軍人（日本帝鬼軍）
身份：元帥
柊家的當家，柊真晝（長女）、柊筱婭（次女）、柊暮人（長子）、柊徵志郎（次子）的父親，柊深夜的養父，但未曾親自接見過看似未受重視的次女筱婭，養子深夜也得在世界末日後，身居帝鬼軍高層後，才能在會議見過他。曾與眾多兄弟姐妹爭奪當主之位，並在殺死全部候选人後獲勝，但仍逃不過被真祖附身操控的命運。
小說《終結的熾天使、一瀨紅蓮16歲的破滅》第一卷序章拆散了女兒真晝與紅蓮。據說對女兒真晝的實力期待更甚於對長子暮人，但實際上真晝在未出生之前已決定當祭品的命運，因此對暮人的實力不及真晝感到恨铁不成钢。最终被暮人推翻殺死，臨死前表示期待他能改变歷任家主的宿命。
柊真昼（聲：遠藤綾）
性别：女
年齡：16（八年前）
生日：7月26日
身長：160
體重：不告诉你
血型：AB
感興趣的事物/喜歡的東西：紅蓮的未來/野心、慾望
喜歡的食物：人的心、鬼
喜歡的異性：紅蓮
身份：柊家原當主候補
鬼咒裝備：過去持有阿朱羅丸和四鐮童子
兄：柊暮人
弟：柊征志郎
義弟兼原未婚夫：柊深夜
妹：柊筱婭
帝鬼軍使用的鬼咒裝備的開發者。柊家長女，故事本篇開始時已死亡。柊深夜的原未婚妻。生前與一瀨紅蓮為戀人。
灰紫色長髮的大姊姊，講話情緒忽冷忽熱，時常現身於類似夢中世界挑逗紅蓮，或是耳語慫恿各種陰謀。
生來擁有真祖的因子，被其監視和控制人生。
脫離柊家加入百夜教研究鬼，開發出了鬼咒裝備原型黑鬼系列，百夜教、帝鬼、帝月等組織交纏事件的中心，傳言可能是毀滅世界的元兇，據說一切只為了能再次和紅蓮在一起，但知道真相的一瀨紅蓮等人閉口不談。然而，她所做的一切大多是為了拯救被真祖附身的妹妹筱婭。
小說《終結的熾天使、一瀨紅蓮16歲的破滅》女主角，紅蓮兒時玩伴。
在漫畫18話中得知成為紅蓮的鬼咒裝備，令妹妹柊筱婭考慮要殺掉兩人。
過去資料詳見小說人物介紹。
三宮葵（聲：川澄綾子）
性別：女
生日：2月14日
鬼咒裝備：地字龍
三宮家長女，三葉的親姊姊，各方面優秀，劍術高超(但比不上紅蓮)，是現任三宮家當主(世界末日後，父母已經逝世，屍體保存於帝之月實驗場)，柊暮人的隨從，對他心存爱慕。把暮人的立場置於包括三葉在內的親人之上。

#### 其他人類
早乙女巴（聲：日笠阳子）
早乙女与一的亲姐姐，“终结的炽天使”实验体之一。
在与一小的时候，为了保护弟弟而牺牲，成为与一永远的遗憾。屍體被保存在「帝之月」的地下實驗場。
相原愛子（聲：藤村步）
性别：女
職業：軍人（日本帝鬼軍）
身份：相原小隊隊長
鬼咒装备：三光日
於名古屋一戰中因為失去大量的夥伴而深深的自責，之後意外撞見了米迦尔與另外兩位貴族隊伍，下令全員自殺後在將虛假的情報透漏之後刻意尋死，最終被米迦尔所殺。
楠木英太（聲：山下誠一郎）
性别：男
職業：軍人（日本帝鬼軍）
將負責襲擊名古屋市政府的日本帝鬼軍三十人戰敗以及十人被殺二十人被做為人質的消息帶給紅蓮，由於受到致命傷，被紅蓮命令五士典人用其鬼呪裝備的幻術能力給安樂死。
君月未来（聲：黑泽朋世）
為第五號角的天使召喚物──「惡魔阿巴頓」
君月士方的妹妹，“终结的炽天使”实验体之一。
对外宣称感染了“默示录病毒”而接受帝鬼军的“治疗”。漫画第40话與动画第二季第12集登场（动画末尾被炽天使化的百夜优一郎的“第二号角──盐之王”击败）。目前被紅蓮殺死及取走體內罪鍵，失去了「終結的熾天使」力量，紅蓮委託早乙女與一帶其屍體到「帝之月」的地下實驗場保存，留待復活。

#### 百夜孤儿院的人類
百夜茜（聲：大地叶）
性别：女
年齡：12（死亡时的年龄）
原名為飯田茜，扎长辫的女孩，百夜孤儿院的孤儿，优一郎、米迦尔的家人。年龄与优一郎相仿，性格温柔体贴很会做饭。喜欢米迦尔。因为跟百夜优一郎和百夜米迦尔逃跑失败而被費里德．巴特利杀死，頭部被費里德保存下來。
百夜千尋（聲：宇山玲加）
性别：女
年齡：10（死亡时的年龄）
戴眼镜的小女生，百夜孤儿院的孤儿，优一郎、米迦尔的家人。因为跟百夜优一郎和百夜米迦尔逃跑失败而被費里德．巴特利杀死。屍體被保存在「帝之月」的地下實驗場。
百夜香太（聲：清水春香）
性别：男
年齡：10（死亡时的年龄）
百夜孤儿院的孤儿，优一郎、米迦尔的家人。因为跟百夜优一郎和百夜米迦尔逃跑失败而被費里德．巴特利杀死。屍體被保存在「帝之月」的地下實驗場。

### 吸血鬼
克魯魯·采佩西（Krul Tepes，聲：悠木碧）
身份‧階級/所屬: 吸血鬼、上位貴族‧第三始祖/前日本境域第三都之女王
年齡: 約二千歲
身長: 推定145
血型: AB
武裝: 一級武裝
感興趣的事物/喜歡的東西: 米迦爾、優一郎、真晝、終結的熾天使/模仿午睡
喜歡的食物: 血
有著粉紅髮色的蘿莉吸血鬼，為第一始祖之女(眷屬)。未成為吸血鬼前，出身千年前的古希臘貴族，有著可愛的臉孔、纖細的身材；家族滅亡後，與哥哥亞瑟拉一樣以奴隸身份被賣掉，被奴商賣給一個公館主作為榨取兒童鮮血的來源以求重返青春長生不死，瀕臨死亡之際被已經成為吸血鬼的亞瑟拉救下，亞瑟拉請求真祖救活克魯魯，喝下真祖的血液後成為吸血鬼。
本人受到第一上位始祖的捨棄，後在荒蕪島國日本建立地下之都並作為吸血鬼女王自居。
她與雷斯特‧卡是唯二沒被真祖帶走的第三始祖。
在米迦爾受到費里德攻擊頻死時阻止，並讓米迦爾喝下自身血液使其轉變成吸血鬼，同時也提供自己的血給不願吸人類血液但卻無法控制吸血欲望的米迦爾。
於8年前毀滅了百夜教，在上位始祖會聲稱將那些百夜孤兒院用於研究，帶有《終結的熾天使》基因的孩子們一個不留的都親手殺死了，但事實上為尋求哥哥而需要《終結的熾天使》計畫，因而沒有把百夜孤兒院包括優一郎跟米迦爾在內的實驗體殺死，目前只有米迦爾知道原因。
此外，真晝在生前也曾經以告知亞瑟拉的下落為誘因，利用克魯魯把她轉變成吸血鬼，以助她完成「終結的熾天使」計劃。在優帶着阿朱羅丸出現到她面前時，得知哥哥的下落。
在克魯魯肩上的謎之黑色生物名為艾爾卡努，是其變身為完全武裝形態的武器。
在名古屋決戰時被费里德和克羅里合擊，雖制伏克羅里但被費里德咬住脖子，因缺血而昏厥，後被人囚禁於一個密閉空間。以自己所知的情報為交易條件，得以釋放，並趕到阿朱羅丸、優、米迦爾身邊。遭真畫和紅蓮算計下毒，被費里德吞噬，意識尚存在其體內。
由漫畫48話得知，克魯魯有3個「兄長」，只有亞瑟拉‧采佩西是她尚為人類時的親兄長。當中，亞瑟拉受真祖疼愛並被鬼化變成阿朱羅丸，促使她千年來為了尋找哥哥而不惜觸犯禁忌。
前世是真祖在侏羅紀時代的心腹天使彼列，在真祖墮落前已因患上不治之症去世。
Tepes的詞源可能是瓦拉幾亞大公弗拉德三世的外號：「羅馬尼亞語：(穿刺者)」
艾爾卡努
正體不明，是擁有身體兩倍長的黑桃型特殊尾巴的謎之生物。
其特徵是人間生物看不見，也許和克魯魯在看著同樣事物。
翅膀可以自由變更大小，在克魯魯肩上時翅膀疊起來變小。飛行時翅膀大幅展開，不擅長長時間飛行，因此大多時間都停留在克魯魯的肩上。
雖然不能說話，但在克魯魯發動突然襲擊前能夠離開以保自身安全。
據說是第一始祖用來牽制女王的拘束用具，同時也是克魯魯用來變身為武裝形態的用具。在克魯魯被費里德吞噬後，易主為費里德所用。
亞瑟拉‧采佩西（Ashera Tepes，阿朱羅丸）
身份‧階級/所屬: 原吸血鬼、原上位貴族‧第三位始祖
年齡：未知
身長：未知
血型：AB
武裝:無武裝
感興趣的事物/喜歡的東西：可為家人著想的事物和家人(因為這也是他自己的願望)
喜歡的食物:未知
唯一被真祖認可的吸血鬼才子
在年幼時即被其父親，真祖以優的血液從肉體改造，被改變成鬼，更名為阿朱羅丸。
該父親宣稱是為了所有人的未來著想，事實上是被吸血鬼與人類暗自策劃的實驗品之一。
於漫畫得知，在年幼時其妹妹克魯魯·采佩西曾哭著請求勿跟著父親做鬼化實驗，但未聽勸。為了拯救克魯魯脫離永生的詛咒而聽令於真祖。
現為毫無感情的強大之鬼，與主角百夜優一郎成為搭檔，但於漫畫51話對克魯魯·采佩西即將被處以日光拷問之時產生了感情上的動搖。在真祖覺醒復活後，取回千年前的記憶。目前被米迦爾吞噬，真身和意識藏於其體內。
前世是真祖在侏羅紀時代的心腹天使亞蒙，因真祖觸犯禁忌，受到連坐而死於天罰。
雷斯特·卡（Lest Karr，聲：小林由美子）
身份‧階級/所屬: 吸血鬼、上位貴族‧第三位始祖
年齡: 未知
身長: 推定？？？
血型: AB
武裝: 一級武裝
感興趣的事物/喜歡的東西:日本的國情和克魯魯的地位
喜歡的食物: ？？？
將在歐洲進行《終結的熾天使》實驗的人類的魔術組織全部殺光的吸血鬼，同時也是跟克魯魯·采佩西在爭奪權力的一方。德國的統治者。
性格殘虐、慾望心強烈，戰力在克魯魯之上。
於克魯魯囚禁之後四個月與烏爾德‧吉爾斯一同抵達日本。
在到達目的地大阪灣後，奪走费里德·巴特利之心臟必逼其說出克魯魯之囚禁地點。
為了阻止前第二上位始祖里克‧史塔佛多逃離而戰，卻被對方壓倒性的實力砍成兩半，但卻以異常的恢復力迅速復原傷勢。被吞噬了眾多吸血鬼的費里德打敗和吞噬，意識尚存在其體內。
前世是真祖在侏羅紀時代的心腹天使亞斯他彔。
费里德·巴特利（Ferid Bathory，聲：新垣樽助／櫻井孝宏）
身份、階級/所屬:吸血鬼、貴族‧第七始祖
年齡: 未知
身長: 推定182
血型: O
武裝: 一級武裝
感興趣的事物/喜歡的事物: 人類到底有多強、吸血鬼到底有多蠢/猶豫該帶什麼緞帶、戲弄克羅里
喜歡的食物: 美少女和美少年的血
殺死優一郎和米迦爾的家人的兇手。曾被優一郎用手槍打中頭部，但是沒死第三話再次出現。似乎知道不少米迦爾的事情。是一切的幕后黑手之一，把包括克羅里•尤斯福德在内的大部份貴族的所在地及姓名等情報暴露給紅蓮。似乎比真祖、里克更早查出復活「天使」計劃和「米迦爾與優交換身份」的真相。
在名古屋決戰時偷襲克魯魯，吸食她的血直到昏厥，而後奪取戰場上的指揮官之位。漫畫第42話，因其身處的地下都市桑古奈姆被柊幕人及一瀨紅蓮佔據而利用的克魯魯•采佩西來威胁上位始祖允許以其為首的吸血鬼們暫時捨棄日本。
真實身分為第二位始祖里克‧史塔佛多的眷属，因對方視他為「米迦勒」(疑為擁有「天使」靈魂的人)而把他轉化成吸血鬼，後被拋棄。在人类時期，為古羅馬的二王子，先後殺死自己父母和兄長後，弒君奪位，並征戰多年。後來被里克看中轉化為吸血鬼，僅以一顆頭腦作為仿製「米迦勒」實驗體「活著」多年，直至被里克當作失敗品拋棄，花費多年逃出瓶子及重新長出身體，不同於變成鬼或死亡的吸血鬼，對活著意義十分執著。性格本來就十分異常，而且擁有輪迴轉世的記憶，過目不忘。劍術實力比曾為十字軍騎士兼同為第七位始祖(名義上為第十三始祖)的克羅里更強。曾先後算計擁有「米迦勒」因子的克羅里和米迦爾成为吸血鬼，以完成他對「父亲」的復仇計劃。在大阪灣被奪去心臟差點成鬼，後被放回而復原。
接着被第五始祖進行日光拷問，後被優一郎和紅蓮等人救出。後來還和優等人打倒「熾天使」之一，取得罪鍵。
在真祖、帝鬼軍及百夜教一戰中，成功以一個罪鍵偷襲齊藤，把其腰砍，導致他無法在短時間內復原。
動機不明。與紅蓮、真晝保持着隨時可能互相背叛的同盟關係，以吞噬40隻以上，包括上位始祖的吸血鬼們來提升實力，但作為代價，壽命只剩下數日，並且被真畫和紅蓮在其體內埋下會變成鬼的術式，受制於兩人。
克羅里·尤斯福德（Crowley Eusford，聲：鈴村健一）
身份‧階級/所屬: 吸血鬼、貴族‧第十三位始祖/費里德派(實際上為第七始祖)
年齡: 826
身長: 推定190
血型: A
武裝: 一級武裝
感興趣的事物/喜歡的東西: 費里德最近在考慮什麼啊、人類為何突然變那麼強。
喜歡的食物: 血
屬於第七位始祖費里德·巴特利一派。
涉谷侵略時，現身在雷斯特身邊的貴族，聽到召集令後放過眼前的優一郎等人。
以名古屋為據點的吸血鬼貴族八人的其中一人，佔領了名古屋市政府，帶領吸血鬼部屬將負責襲擊名古屋市政府的日本帝鬼軍共計三十人擊倒，殺了十人把二十人做為人質並要求紅蓮前往市政府。
對大多數事情不感興趣，但認真起來十分強大。
於名古屋決戰篇中與費里德巴特利合擊克魯魯時被砍斷右手，之後於扭斷脖子後仍身健在，由此可知戰力異常強大。
由漫畫49話得知，800年前並非吸血鬼，而是第七始祖费里德·巴特利用其「父亲」的血讓他成為吸血鬼，名義上為第十三位始祖，事實上與费里德·巴特利同級別，為第二位始祖里克‧史塔佛多的眷属。
至於成為吸血鬼前之身分是十字軍的騎士，出身貴族後裔。因擁有「米迦勒」(天使)的基因而被費里德選中，利用種種算計而使他變成吸血鬼。儘管曾憎恨費里德多年，但在認識他作人類生活的後輩皆逝去後，作為人類的憎恨和感情都一併消逝，陪着費里德實現計劃也只是為了打發漫長的時間。對於紅蓮復活人類計劃的代價是所有吸血鬼的性命，也淡然接受。
在大阪灣看著费里德·巴特利被進行日光拷問，於百夜優一郎之要求有打算拯救费里德·巴特利的意圖。救出弗里德後，與眾人前往帝鬼軍總部。經歷和真祖有關的一連串戰鬥後，發現身邊的眷屬全被費里德吞噬，明白自己下場也是如此，坦言接受這一切。意識尚存在費里德體內，並進入其深層意識企圖理解其過去和目的。
拉庫斯·威魯特（Lacus Welt，聲：永塚拓馬）
身份‧階級/所屬: 吸血鬼/都市防衛隊
年齡: 未知
身長: 推定175
血型: AB
武裝: 一級武裝
感興趣的事物/喜歡的東西: 米迦爾的來歷/血
喜歡的食物: 血
殺死與一姊姊的吸血鬼，和米迦爾同為一支小隊，負責保護其俘虜的人類避免受到約翰四騎士的襲擊，吸血鬼對於吸取其俘虜人類的血有所管制，因此常藉由因職務出勤時吸取人類的血，其小隊收到收集人類前往名古屋的任務時，對其抓住的人類說不會殺死家畜，但卻將其殺死，而本人向其表示總是吸著吸著就不小心弄死家畜。
於漫畫50話再度現身於大阪灣，被憤怒的與一看見，但未爆發衝突。
雷奈·西姆（René Simm，聲：梅原裕一郎）
身份‧階級/所屬: 吸血鬼/都市防衛隊
年齡: 未知
身長: 推定180
血型: A
武裝: 一級武裝
感興趣的事物/喜歡的東西: 任務/血
喜歡的食物: 血
和米迦爾同為一支小隊，負責保護其俘虜的人類避免受到約翰四騎士的襲擊，吸血鬼對於吸取其俘虜人類的血有所管制，因此常藉由因職務出勤時吸取人類的血。其小隊收到了收集人類前往名古屋的任務。
漫畫50話再度現身於大阪灣。
盧考勒·威士卡（Lucal Wesker，聲：子安武人）
身份‧階級/所屬: 吸血鬼、貴族‧第十五位始祖/雷斯特派
年齡: 未知
身長: 推定191
血型: A
武裝: 一級武裝
感興趣的事物/喜歡的東西: 派系間的鬥爭？、是否已經決定好今天穿的衣服/舊車
喜歡的食物: 少女的鮮血
屬於第三位始祖雷斯特·卡一派。
以名古屋為據點的吸血鬼貴族八人的其中一人，相當地瞧不起人類，因為受到君月的挑釁，因而感到憤怒甚至揚言要把他們通通殺光。但卻沒想到中了君月的圈套，因而遭到優一郎與同伴的聯手攻勢，最後被優一郎砍成一半，原本將由鳴海真琴給其最後一擊，卻因不屑被家畜(人類)殺死而自行腰斬了結。優一郎在他死去之前向其表示:「你強到讓人覺得害怕，但是你應該要逃跑，因為你和我不同，你沒有同伴。」
佛拉‧溫特（Fuola Honte）
身份‧階級/所屬: 吸血鬼、貴族‧第十位始祖/費里德派
年齡: 未知
身長: 推定180
血型: O
武裝: 一級武裝
感興趣的事物/喜歡的東西: 未知
喜歡的食物: 只要是人類的血都喜歡
出現在費里德的宅邸外，巧遇優一郎一行人並展開對決，之後被追上的克羅里秒殺，斬掉頭顱而死亡。由於首度登場即死亡，為本作唯一的路人貴族，在死之前警告克羅里殺了他會被費里德報仇，卻於克羅里口中得知是費里德的要求才殺了他，並發現對方擁有與第十三位始祖不符的實力。
里格·斯塔福德（Rigr Stafford）
身份‧階級/所屬：吸血鬼、貴族‧前第二位始祖
年齡：2000+（暫未知，但从古希腊或更早以前存活至今）
身長：未知。
血型：O
武裝：无武装。
感興趣的事物／喜歡的東西：各上位始祖的交流與爭執、違背自己命令的吸血鬼
喜歡的食物：三明治（公式書中提及）
為本作最隱藏的角色。第一始祖最初的眷顾，也就是说本作第二个吸血鬼。實力為吸血鬼貴族中實力最可觀的一位，其強大使各始祖們為之恐懼，本身對權力鬥爭不感興趣，也沒什麼據點或勢力。戰力異常於其餘的貴族，戰鬥時從不武裝，其強大單單一人就可以改變所有情況。因有時愛找個上位始祖的碴而被三、四、五、六、八、十、十一、十四等八位始祖計畫聯手解決，卻在八位始祖準備動手時以壓倒性的戰力秒掉五、八、十四等三位始祖，其餘五位始祖則身負重傷。若說克魯魯為上位始祖的最高權力，他就是為最高戰力。
精通多種咒術，能利用吸血鬼小瞧人類的習慣使用人類研究出來的幻術把上位始祖們耍得團團轉，不過騙不了只比自己弱一些的烏爾德。
成為吸血鬼前，是從貴族子弟被抄家後變成奴隸，為逃離地牢，和烏爾德合作，後被真祖轉化為吸血鬼，並見證上位始祖一一誕生，然後被真祖拋棄。拋棄吸血鬼的身份、地位及弗里德後，在世界各地到處漂泊，曾為百夜教的戰鬥人員，改造了自己的身体，化名齊藤和木島真，幫助過真晝完成鬼咒和「終結的熾天使」的實驗。百夜孤兒院的孩子皆是由他親自送過去的「終結的熾天使」實驗體。身邊僅留下由他轉化的第六始祖為親信。一切皆為了向拋棄他的真祖復仇。
他先後取得3把罪鍵，打算藉此封印真祖。然而，他為了提升自身戰力，企圖背叛和吞噬身為同盟的3隻鬼--紅蓮及其體內的真晝和之夜，被預早知䁱的紅蓮借費里德之手先發制人，因而被自己拋棄的費里德以罪鍵偷襲(腰砍)，導致他無法在短時間內復原。
於91話再次被費里德追殺時，不得不向烏爾德為首的吸血鬼「兄弟們」求助。在被捕後，儘管被烏爾德囚禁在特製的籠子裏，但仍企圖用幻術迷惑其他始祖們打開籠子。後來，烏爾德答應與他合作，並抓來身為「黑鬼」契約者的暮人和深夜，幫助紅蓮等人對付真祖。在真祖計劃失敗及遭到天使們圍剿後，答應拯救他以換取計劃背後的真相等情報，反把他囚禁在籠子裏。探取真祖記憶後，被已封印的天使記憶影響而動容流淚。在真祖死後，從優一郎手中接手有關復活米迦爾(天使)和隱藏樂園的術式研究，並答應完成真祖和優一郎的計劃，即完全復活所有天使和死去的人類計劃，但並不知道優和米迦爾交換身份的關鍵。
前世是真祖在侏羅紀時代的心腹天使派蒙，身患絕症。為免真祖犯下禁忌而企圖刺殺人造天使米迦爾不果後，自我了斷，死前告知米迦爾有關因由，間接促使天使米迦爾自殺身亡。後以人類之身復活，失去天使時期的記憶。
巴斯提亞‧伊魯克爾（Basteya Irclu）
身份‧階級/所屬：吸血鬼、貴族‧第六位始祖
初登場於80話，里格的親信。
烏爾德‧吉爾斯（Urd Geales）
身份‧階級/所屬：吸血鬼、貴族‧第二位始祖
年齡：未知
身長：?未知
血型：未知
武裝：一級武裝
感興趣的事物/喜歡的東西:能聽到好的消息、不喜歡其他吸血鬼妄想權力的事
喜歡的食物: 推定為人類的血
居留於大教堂的上位始祖之一，統治俄羅斯邊疆區域，喜好創造與人類文明近似的都市與周邊計畫，被第三位始祖雷斯特‧卡半稱讚的方式稱呼其為「理想主義者」。實際上只是在數千年間守護着自己和里格創下的吸血鬼社會規則，等待對方回來。
在費里德‧巴特利背叛克魯魯‧采佩西後三個月，於教堂傳來與日本連線召開的上位始祖會中得知「終結的熾天使」計劃一行與吸血鬼的背叛而感到訝異。
實力不明，但據說認真時能有媲美齊藤(里格)的實力，為現時吸血鬼中最高領導者。
在漫畫51話中抓到克魯魯一行人，打算對他們進行日光拷問，後以情報交換，釋放對方。不同於對任意其他吸血鬼的上級對下級態度，稱里格·斯塔福德為兄弟並在其被腰斬時從費裡德手下救下了他。兩人過去曾一起以奴隸身份被關起來，為逃出地牢合作，也一起被真祖轉化為吸血鬼，見證上位始祖一一誕生。
後來，烏爾德答應與里格合作，並抓來身為「黑鬼」契約者的暮人和深夜，幫助紅蓮等人對付真祖。在真祖計劃失敗及遭到天使們圍剿後，答應拯救他以換取計劃背後的真相等情報，反把他囚禁在籠子裏，直至真祖被筱婭吸收力量而消逝。目前收留前來尋求合作的優一郎和米迦爾，但對里格接手禁忌研究一事並不認同。
前世是真祖在侏羅紀時代的心腹天使巴力，為了與自殺身亡的派蒙魂歸於地球而自殺。後以人類之身復活，失去天使時期的記憶。
奇‧魯克（Ky Luc）
身份‧階級/所屬: 吸血鬼、貴族‧第五位始祖
年齡: 未知
血型: O
武裝: 一級武裝
感興趣的事物/喜歡的東西: 未知
喜歡的食物: 自己的血
樣貌清秀的紳士貴族，為烏爾德‧吉爾斯的隨從。
於漫畫51話首度現身，被烏爾德‧吉爾斯命為日光拷問的審判官。
戰力不明，但由一副從容之樣可初步推測戰力強大，只有面对比他更高級的吸血鬼或爆走中的優一郎(終結的熾天使形態)才感到威脅。現守於日光拷問拘束具旁，被優一郎一行人鎖定。後來戰略性撤退。
在人類時期是不受寵的貴族私生子，為了母親遺願而不停變強活下去，當過強盜團首領和弒父兄弟而奪位，成為吸血鬼後也不曾忘記母親的願望，直至被烏爾德的願望(把吸血鬼變回人類)所吸引，而決定追隨他至今。
目前被得到真祖力量的筱婭隊以真祖術式所捕獲，並被變成失去記憶的黑鬼咒武器，交給三葉使用。
琪絲·貝爾（Chess Belle，聲：古木望）
身份‧階級/所屬: 吸血鬼、貴族‧第十七位始祖/克羅里的從者
年齡: 未知
身長: 推定151
血型: B
武裝: 一級武裝
感興趣的事物/喜歡的東西: 能讓克羅里大人感到開心的事之類的、不讓馮發火的事之類的
喜歡的食物: 克羅里大人的血
第十三位始祖克羅里·尤斯福德的部下
以名古屋為據點的吸血鬼貴族八人的其中一人，和第十三位始祖克羅里·尤斯福德佔領了名古屋市政府。目前被弗里德吞噬，意識尚存在
與馮·斯克魯德同為第十七位始祖。
馮·斯克魯德（Horn Skuld，聲：日笠陽子）
身份‧階級/所屬: 吸血鬼、貴族‧第十七位始祖/克羅里的從者
年齡: 未知
身長: 推定167
血型: A
武裝: 一級武裝
感興趣的事物/喜歡的東西: 克羅里大人的血、從費里德處傳染給克羅里大人的壞影響
喜歡的食物: 克羅里大人的血
第十三位始祖克羅里·尤斯福德的部下
以名古屋為據點的吸血鬼貴族八人的其中一人，和第十三位始祖克羅里·尤斯福德佔領了名古屋市政府。
與琪絲·貝爾同為第十七位始祖。
賽因·林都
以名古屋為據點的吸血鬼貴族八人的其中一人。
梅魯·斯特伐諾
身份：吸血鬼第十九位始祖
以名古屋為據點的吸血鬼貴族八人的其中一人。被紅蓮所殺。
埃史塔
身份：盧考勒·威士卡的隨從
由於盧考勒·威士卡受到與一與深夜的遠方攻擊，被當作擋箭牌而死。

### 鬼
阿朱羅丸（聲：山村響）
四鐮童子
月光韻
鬼箱王（聲：黑澤朋世）
天字龍
真晝之夜
雷鳴鬼
白虎丸
赤蛇

### 前傳小說主要登場人物
一瀨紅蓮（聲：濱田賢二／中村悠一）
性别：男
生日：8月28日
前傳小說《終結的熾天使、一瀨紅蓮破滅的16歲》男主角。
咒術師集團「帝之月（みかどのつき）」宗家一瀨家下任當家候補，15歲。
小說第一卷幼年時的回想(5歲)。第一卷第三章成長後描寫(15歲)。
與柊家女兒真晝是兒時玩伴。小說描敘紅蓮與對立集團「帝之鬼」女兒柊真晝的長達十年間的感情歷程故事。
帝鬼相關的咒術師養成學校涉谷第一高校，與侍從小百合、時雨一起入學，
討厭這個沒救的汙穢世界，和成為朋友的柊深夜約定要改變一切。最终卻為了救回死去的同伴，而成为了毀滅世界的兇手。
喜歡真晝，但因為家族、地位的關係而不得不分開。
使用武器：妖刀「孔雀丸」(被真晝砍斷)、「觀流」、「白死」(暮人送贈的名刀)、鬼咒裝備「之夜」(真晝所贈，曾替她保管「阿朱羅丸」)→「真晝之夜」(真晝「死」後，強行把「之夜」封印在自己的魂體內，令紅蓮長期只能發揮真晝的力量)。
柊真晝
性别：女
前傳小說《終結的熾天使、一瀨紅蓮破滅的16歲》女主角。
咒術師集團「帝之鬼（みかどのおに）」下任當家候補，15歲。
小說第一卷幼年時的回想。第一卷第3章現身成長後的姿態。
被稱為天才般的神童，對「鬼」的開發有著令人注目的天分。因為家族婚約的強迫規定，被迫和兒時玩伴一瀨紅蓮分開。
對外界情緒忽冷忽熱，只重視戀人紅蓮和妹妹筱婭。在故事中利用了百夜教和克魯魯，成为了吸血鬼，以及先後完成鬼咒裝備和「終結的熾天使」實驗。
喜歡紅蓮，但在故事中自我意志已經所剩無幾。
開發了鬼咒裝備。
與妹妹柊筱婭作為鬼咒實驗的試驗品誕生，在出生之前已注定成為「終結的熾天使」的實驗祭品。雖然擁有玩弄百夜教於股掌中和推翻父亲政权的實力，但是敵不過真祖。為了妹妹的未来，甘愿赴死成为祭品。曾使用過「阿朱羅丸」、「四鐮童子」和短刀形態的吸血鬼武裝，是「阿朱羅丸」的原寄宿體。曾見過與自己一樣，被操控命運的優一郎，勸他思考自己的未来，不應只服從操控者的安排。
在世界滅亡之前自殺，讓自己作为吸血鬼貴族之血的祭品，融入鬼咒裝備「之夜」中，變成紅蓮的武器，令他得以啟動「終結的熾天使」實驗，復活深夜等人。
柊深夜（聲：鈴木達央）
前傳小說《終結的熾天使、一瀨紅蓮破滅的16歲》第二男主角。
涉谷第一高中學生，與一瀨紅蓮是同班同學。小說第一卷第1章以沒公開身分的方式描敘。小說第一卷第2章以本名登場。
「帝之鬼」集團頂點的柊家，以跟下任當家候補柊真晝結婚為前提迎接來的成為養子，但在對方死亡後，養子身份名存實亡，僅靠柊暮人保住地位。能力與其他婚約候補競爭中獲勝，咒術師能力有很高的水平，也擁有高強的劍術。
因為與柊真晝婚約的立場，自己很多重要事情不被重視，而且被其他婚約候補著追趕的生存競爭，對柊家反感。
在世界末日前與同伴被真晝殺死，逼使紅蓮不得不使用「終结的熾天使」實驗來復活他们多存活十年。在正傳中壽命僅餘下兩年，也失去了一度死亡的記憶。
花依小百合（聲：無／種﨑敦美）
性别：女
「帝之月」所屬的十五歲少女。一瀨家的侍從。隨著紅蓮入學涉谷第一高校。小說第一卷第1章登場。
對紅蓮懷有暗戀之情。在世界末日前與同伴被真晝殺死，逼使紅蓮不得不使用「終结的熾天使」實驗來復活他们多存活十年。在正傳中壽命僅餘下兩年，也失去了一度死亡的記憶。
雪見時雨（聲：石川由依）
性别：女
「帝之月」所屬的十五歲少女。一瀨家的侍從。隨著紅蓮入學涉谷第一高校。小說第一卷第1章登場。
對紅蓮懷有暗戀之情。在世界末日前與同伴被真晝殺死，逼使紅蓮不得不使用「終结的熾天使」實驗來復活他们多存活十年。在正傳中壽命僅餘下兩年，也失去了一度死亡的記憶。
十條美十（聲：嶋村侑）
性别：女
涉谷第一高中學生，與一瀨紅蓮是同班同學。小說第一卷第3章登場。
「帝之鬼」幹部十條家出身少女，也是下任家主候補。
對紅蓮懷有暗戀之情。在世界末日前與同伴被真晝殺死，逼使紅蓮不得不使用「終结的熾天使」實驗來復活他们多存活十年。在正傳中壽命僅餘下兩年，也失去了一度死亡的記憶。由於父母死於世界末日，所以繼任為家主。
五士典人（聲：小野大輔）
性别：男
涉谷第一高中學生，與一瀨紅蓮是同班同學。小說第一卷第4章登場。
「帝之鬼」幹部五士家出身男孩，擅長使用幻術。雖然身為長子，但是在優秀的弟弟作為下任家主的前提下，未獲家族看好。直至因紅蓮的關係而獲得暮人的「重視」及弟弟在百夜教入侵時投降一事發生後，被父母另眼相看。
評價所屬對立組織的同學小百合和時雨為「另一種美人」，同情擁有天賦且不得志的紅蓮。在世界末日前與同伴被真晝殺死，逼使紅蓮不得不使用「終结的熾天使」實驗來復活他们多存活十年。在正傳中壽命僅餘下兩年，也失去了一度死亡的記憶。雖然父母在世界末日時死亡，但因弟弟接受鬼咒而存活，所以家主仍由本為繼承人的弟弟繼任。
柊征志郎（聲：吉野裕行）
柊家次子，與柊真晝同一年入學涉谷第一高中的異母兄弟。小說第一卷第5章登場。
在術式選拔測試中第一場對手為花依小百合，第二場對手為一瀨紅蓮。為測試紅蓮實力而前去欺辱紅蓮並在第一場測試中痛毆小百合。在第二卷中表現出對實力超出自己許多的兄長暮人懷有自卑情緒。
柊暮人（聲：前野智昭）
柊家長子，和柊真晝並列為柊家下任當家候補第一位。說第二卷第1章登場。
涉谷第一高中的學生會會長。小說第二卷第1章登場。第一卷僅以會長的身分敘述。
柊家的宗家出身，將涉谷第一高中校長玩弄於股掌之間，實質上掌控學校。但對個人實力遠超自己的真晝感到自卑。曾提出讓「帝之月」出身的紅蓮成為自己的手下，甚至「不反对他與真晝結婚」，這些出人意料的決定。
對「帝之鬼」抱持著叛逆之心，對於「帝之鬼」出身的人沒有完全的信任感。因此打算與紅蓮等人聯手改革「帝之鬼」。在世界末日後，帶領倖存的部下將「帝之鬼」改組「帝鬼軍」，並積極吸納「帝之月」的成員(大多加入紅蓮的月鬼組)和倖存的兒童，向他們傳授本來不向非信徒公開的咒術和體術。
柊筱婭（聲：豊崎愛生／早見沙織）
柊真晝的妹妹。和真晝一樣的灰髮。當年是8歲的國小生。小說第二卷第2章登場。雖然不被期待成为下任家主，但是仍接受了相关訓練而長大。
和姐姐真晝同樣是「帝之鬼」人體實驗結果的存在，體內繼承了「鬼」的要素，是真祖「四镰童子」的寄宿體之一。「帝之鬼」以她為真晝失败後的替補者為威脅，讓真晝不得不成为「鬼咒裝備」和「終結的熾天使」實驗的犧牲品。
平常表現出冷靜無表情的臉龐，但對姐姐相关的事會變得激动。由於欲望感低，所以擁有比姐姐更優秀的控制鬼咒能力。
百夜米迦爾（聲：岸尾大輔／小野賢章）
寄身於百夜孤兒院的少年，曾見過小時候的筱婭及高中生時期的紅蓮。小說第一卷第5章、第二卷第2章登場。
四鐮童子
小說第五卷登場。柊真晝從筱婭體內所取出，進行裝備化的鬼。真正身份是古老時代的墮落天使，吸血鬼第一始祖「席卡·馬杜」，柊家幕後的主人。

## 用語解說
終結的熾天使
8年之前的大災難的原因、被視為禁忌的魔術。原是世界崩潰前百夜教研究的，後被帝鬼軍和一瀨家(帝之月)秘密地繼承並繼續研究。如今，作為兵器的運用也接近成型。可用作復活人類多存活十年，代價為世界滅亡。
來自百夜孤兒院、持有「終結的熾天使」因子的孤兒們都被吸血鬼殺死了，只有逃走了的優一郎和受到克魯魯的保護而倖存的米迦爾。對於「終結的熾天使」她瞭解些內情。
7個成功的「終結的熾天使」皆各自持有一個罪鍵，包括:百夜優一郎、君月未來(已被紅蓮殺死及取走罪鍵，失去了「熾天使」的能力)。目前已有4個罪鍵分別被齊藤、弗里德和紅蓮從實驗體中取得，曾用於對付齊藤和封印真祖身上。
實際上，此實驗一直由真祖主導，以7把聚集光能量的罪鍵及所有吸血鬼的性命為代價，復活其孩子米迦爾和所有天使。同時，此代價也適用於復活全人類。罪鍵本身是真祖在侏羅紀時代收集能復活逝去天使們(包括米迦爾)的光能量鑰匙，並放置在已經去世的米迦爾體內，但啟動禁忌儀式時被神及上位天使發現而阻止，以消滅地球上所有天使及詛咒真祖成為害怕陽光的不死者作懲罰。數千年後，真祖改為以暗能量為自身力量，創造人類來復活逝去天使靈魂。然而，因天使米迦爾為阻止真祖計畫(以免他再次受到天罰)，私自把靈魂轉移至人類之身，讓人造眼球生物優進入天使體內，兩者交換身份，並把罪鍵分散到世界各地，使得真祖在兩人輪迴數千年和不斷實驗，也不能真正復活米迦爾。
第一澀谷高中
咒術組織帝之鬼的候補幹部養成學校。
表面上為普通高中，實際上大部分學生及教師都是從帝之鬼的信徒中挑選而來。
每學期通過術式測驗選拔並評定合格者，所以年級越高學生數目越少。
曾受到百夜教的多次襲擊，學生傷亡過半。
柊家
統治日本帝鬼軍的咒術名門。
擁有超過1200年的淵源與歷史，擔任日本咒術組織中心的名家。在世界滅亡前，君臨宗教組織「帝之鬼」的頂點，充分發揮著權威。
為了彰顯柊家的權勢與威信，擁有「柊」之名的人被賦予了絕對的權利與身份。
包括：
1. 擔當全國的咒術組織及日本帝鬼軍的中樞
2. 被允許進入所有的軍內設施

而其下屬的咒術十名家依次為：一瀨、二醫、三宮、四神、五士、六道、七海、八卦、九鬼、十條。各家名下設有分軍為其效力。
帝之鬼
存在了兩千多年的日本咒術組織。在世界滅亡後，剩下的成員改組「帝鬼軍」，並積極吸納原本與咒術無關的普通人和「帝之月」的成員。
規模僅次於百夜教，核心權利表面上為咒術名家柊家所掌控，實為由真祖四鐮童子創立及附身歷任當家來操纵。在未繼承當家之前，繼承者們一般都不知道此真相(柊真晝是唯一的例外)。
柊家下屬的十個咒術名門及組織皆受帝之鬼控制。
管理運營著第一澀谷高中。
前任當家為柊天利，現任當家是柊暮人，真晝生前表面上也是候選人之一(實際上在出生前已注定成為「終結的熾天使」實驗的犧牲品，不論實力多強，都與當家之位無緣)。
帝之月
由500年前從柊家獨立出來的一瀨家建立的宗教咒術組織，從事咒術研究及開發。第一代當家為當時與柊家次子相戀的一瀨家大小姐，遭求愛不成的柊家長子侵犯，生下身為第二代當家的兒子，並與已被柊家長子去勢的戀人、家族一起被逐出「帝之鬼」，故此創立「帝之月」藉此向柊家報仇。因此，柊家和一瀨家的成員實為遠親。
事實上，一瀨家從柊家分裂出來的一事，背後也有第二始祖里格(齊藤)參與其中，500年前的一瀨家接受百夜教的幫助，使他們擁有與「帝之鬼」不同的咒术，並在第二代當家身體加入里格的基因，甚至可以使用百夜教的咒术。由於歷代當家未能擁有令齊藤滿意的實力，所以一直放任對方發展，一瀨家對此事也漸漸遺忘，直至擁有天才實力的一瀨紅蓮出生，才被齊藤尋回及合作。真晝和紅蓮的相遇、相戀也是他的計劃之中。
獨立後也被迫屈服於柊家，受到帝之鬼信徒的殘酷對待。表面上是柊家對待叛徒的態度，但實為真祖壓制齊藤的手段。在世界滅亡後，剩下的成員都加入「月鬼組」繼續為紅蓮效力，原有組織已经名存实亡。其總部的地下人體實驗場中，仍用鬼咒封印着由真晝交给紅蓮、令世界滅亡的「終結的熾天使」，以及保存一眾已死亡的月鬼組成員和「終結的熾天使」實驗體的屍體。
由於使用的刀和暗器的咒術有著令別家瞠目的強大實力，也設有分家，例如:雪見家、花依家、鳴海家、岩咲家。其使用咒术有少部分與帝之鬼相同，但名字不一樣。此外，還有被逐出家門的火兵家。
前任當家為一瀨榮，現任當家為一瀨紅蓮。
百夜教
世界崩壞以前，日本最大的咒術組織，由第二始祖里格(化名為齊藤)創立，目的為了對抗真祖操控的帝之鬼。通過掌握日本的政客而支配國家。世界各國的咒術被其融合使用，並著手與帝之鬼進行戰爭。
同時，經營著拿孤兒做實驗的百夜孤兒院，使用孤兒進行多項殘殺和非人道的人體實驗。後經過齊藤證實，百夜孤兒院不是他創立，而是真祖滲入百夜教後，作為培養「終結的熾天使」實驗體的地方。
柊真晝背叛了帝之鬼將研究治療外洩後，百夜教開發了鬼咒裝備的試做型，使「終結的熾天使」研究也更進一步。.
但在世界崩壞時，表面上被吸血鬼殲滅，只剩下孤兒們選擇使用「百夜」作為姓氏而已。實際上，組織暗中暪着人類和吸血鬼繼續存在。
百夜孤兒院
百夜教所運營的人體實驗設施，實為真祖從柊家(帝之鬼)派出的間諜滲透其中所創立。
看起來只是普通的孤兒院，但被保護的孤兒都是實驗品，當中也包括了真祖的孩子--米迦爾和優一郎。
為了「終結的熾天使」有關的人體實驗的進行，百夜教從各地搜集有資質的小孩子。優秀者會被篡改記憶、不斷實驗。
默示錄病毒
由於百夜教進行了「終結的熾天使」的研究，而爆發了殺死13歲以上的人類的不明病毒，猶如《聖經》中的「默示錄」預言的世界末日一般。
但是，接受了鬼咒實驗而獲得鬼咒能力的大人們，卻獲得了病毒抗性而活了下來，如日本帝鬼軍。
天啟四騎士
於8年前世界巨變時突然出現長有多條腿，其尖端形狀有如刀刃並被稱為《天啟四騎士》的一群怪物(實為由紅蓮啟動的《終結的熾天使》用號角從異世界召唤過來的天罰，即使召唤者已被紅蓮用鬼咒封印，但召唤儀式仍然在8年裏從未間斷)，而且只會以人類為目標進行攻擊，因此有時會被吸血鬼以此點來利用，當他們襲擊吸血鬼所管制的人類時，吸血鬼才會將其擊殺，由於人類有佈置了結界，所以實力有所減弱，不過要是遠離結界一公里實力就會大幅增加。目前因優一郎等人以鬼咒抑制劑打倒負責召喚的「熾天使」，並被弗里德取走體內的罪鍵，失去能力，使天啟四騎士徹底消失。
吸血鬼
有著尖耳銳牙與赤瞳，貪戀人血，以及長年不易老化的身體，而身體能力是人類的七倍以上並統治因默示錄病毒崩壞之後的世界的種族。
除了被特殊武器傷害或其它特殊狀況外，身體所受的傷會復原。
會怕光。但是外出時，會佩戴紫外線中和的裝置（就是左手臂衣服上那塊黑色的臂環)。
繼承始祖血統的吸血鬼都是貴族。有分一般貴族與上位貴族。
始祖一共有２０位階，有複數的存在。第二始祖至第五始祖皆為真祖的眷属。除了曾為第三始祖的黑鬼們之外，他们早在多年前已被真祖所拋棄。同時，除了第三始祖之外，每個位階的始祖們的數量皆和其位階相同，實力一般也和位階成正比。除非始祖死亡，否則不能超出限制的數量。
有著超越人類的身體能力，以人血為食，所以吸血鬼會圈養人類作為「家畜」。吸血鬼不能隨意把人類轉化，以免失去「食物來源」。
其存在、目的、對世界的意義暫不明，但上位始祖都失去生存慾望，一直在尋找鬼化以外的死亡方式。根據目前情報推斷，真祖是為了「終結的熾天使」而創造吸血鬼，透過此方式收集暗能量，但只有合適基因的第三始祖們(除了克魯魯和雷斯特之外)能轉化為黑鬼，故而其他吸血鬼皆被真祖拋棄。第二始祖里格(齊藤)和烏爾德共同制定吸血鬼世界的法則後，里德為向真祖報仇而離去，剩下烏爾德成為吸血鬼世界實際上的首領。基於烏爾德對維持法則和里德以外的事沒興趣，故政權大多由克魯魯、雷斯特及其他上位始祖的領導們把持。
上位始祖
階級數為6位以上的上流貴族吸血鬼，全部皆為真祖轉化，前世是侏羅紀時代以前，真祖身邊的得力心腹(天使)。擁有絕對的權利與能力，以及統治各國吸血鬼的實力，始祖位數越高越強。上位始祖之間有著名為「上位始祖會」的視訊會議。
貴族
擁有「把人類變成吸血鬼的權利」，由始祖的血傳承的吸血鬼。持有普通吸血鬼無法比擬的戰鬥能力。
都市防衛隊
由擁有高戰鬥力的吸血鬼組成的部隊。一方面，為了守護吸血鬼的都市，在戰場的前線作戰。另一方面，十分擅長將狩獵得來的人類獻給各都市的貴族。
吸血鬼武裝
吸血鬼使用的特殊武裝，有一級武裝和二級武裝之分。
吸血鬼手持的一級武裝（會變紅），具有能強化吸血鬼體能的效果，二級武裝（不會變紅）也能強化體能。因此在戰鬥中切斷他們的手使武器分離的話能弱化吸血鬼的力量。
一級武裝由貴族和都市防衛隊的實力者擁有居多，二級武裝則為一般吸血鬼所持有。
持有者通過說出「吸血」，來發動武器手柄處的吸血結構。
吸過血的武器刀身會被染成紅色，持有者的身體能力也會大幅上升。
武器的形狀通常為日本刀、西洋劍和戟，也有短刀的形態。
吸血鬼化
只允許吸血鬼貴族做出的行為，通過讓人類喝自己的血而使對方變成自己的眷屬。
主人的力量越強，「吸血鬼化」後的眷屬力量也就越強。
吸血鬼化後，只要吸食人類的血就會完全變成吸血鬼，身體的成長也會停止。
然而，吸血鬼們是不會輕易增加同族的數量的，故吸血鬼化的報告很少。
日本帝鬼軍
為了顛覆吸血鬼統治的世界，日本最大的咒術組織。
本部位於東京·澀谷，以名門柊家為中心，以咒術組織「帝之鬼」為基礎的人類團體。致力於世界毀滅後人類的復興。
澀谷
日本帝鬼軍總部所在地，日本最大的人類都市。
為了防止約翰四騎士和吸血鬼的襲擊，四周用厚厚的城牆圍起來。並且，這個城牆是特殊的結界，進入城牆內的約翰四騎士能力會變得低下。
百夜優一郎就讀的第二澀谷高中建於此內，日本帝鬼軍的隊員也在此過著短暫的和平生活。
新宿
日本帝鬼軍統治下的人類第二首都。用巨大的城牆包圍著，以阻擋外敵入侵。
以前由吸血鬼支配，紅蓮率部隊將其成功奪回。自那以後，便是人類的領土。
在筱婭隊結成後，新宿受到了吸血鬼的襲擊，筱婭隊和紅蓮隊在柊家的協助下，取得了防衛戰的勝利，但犧牲者也很多。
鬼
咒术力量的源泉。其形态实为吸血鬼极度缺血而暴走之后的悲惨下场。
長期不吸血的吸血鬼，會覺得喉嚨十分乾渴，身體能力和再生能力會急遽下降，血液缺乏到極限後，就是變成鬼。
鬼咒裝備中寄宿的鬼都是失去肉體的吸血鬼，不過一般的吸血鬼基本上很難變鬼，成功的話等級也會是很爛的類型。低階的吸血鬼貌似不能變成鬼。
鬼的序列並非以強弱決定，是以使用的難易度和出現的概率來區分的。特別是童子以上的鬼，武器強弱是沒明顯差別的。儘管如此黑鬼仍備受矚目，因為降伏成功機率太低。
而因黑鬼最難控制，又是強大的戰力，因此持有者受人尊敬。大部分黑鬼都是由第三始祖轉化而成的，並受制於真祖，但不包括背叛真祖、與紅蓮、真祖合作的之夜。真晝和米迦爾是唯二不是由第三始祖轉化，也不受制於真祖。前者是介符於黑鬼和死者之間的存在，後者則是在紅蓮等人介入真祖的計劃後，把他轉化為優一郎的鬼咒裝備。
等級越高的鬼能力也會很強，但是相對的，簽訂契約的難度也會變大。
等級劃分，由上至下為:
黑鬼．菩薩(同高等級)
↑
羅剎．荼尼吉(同高等級)
↑
童子
↑
明王
↑
夜叉
↑
餓鬼
與鬼簽訂契約，為了最大限度引出鬼的力量，跟鬼對話是必須的。鬼喜好人的慾望，會潛入內心的間隙，為了對抗並好好地使其服從，心靈的強大是必要的。
但若是不慎被鬼的精神吞噬的話，契約者會當場被鬼擊潰死亡、或是身體被奪走、契約者本身成為鬼，無論哪種都是死亡。
被鬼奪走身體的人類被稱為食屍鬼，成為處分（殺死）對象，經歷一次鬼化再變回人類的可能性很小。
吸血鬼殲滅部隊用的等級都是明王以上的，明王以下的鬼咒裝備就是被列為量產版的類型，量產型鬼咒裝備能夠提升持有者三到四倍的身體能力，武器類型只有刀跟弓兩種。
所有吸血鬼最強的欲求，就是吸血。但因為鬼咒的鬼沒有肉體，所以無法自己求得血液，代替吸血，喜歡人類的慾望，討厭愛情、友情之類的感情。
鬼咒裝備
利用咒法·鬼咒將鬼神束縛、封印在武器中而形成的裝備。唯一能殺死吸血鬼的對抗手段。該武器需要與封印的鬼契約後才可使用。形態各式各樣，持有者可獲得人類7倍以上的身體能力。然而，必須注意的是使用者沒有強大的精神力量的話，自身也可能變成鬼。
柊真晝將柊家與百夜教的咒術融合而開發成功，本人卻在研究中被鬼吞噬而墮落。後來，紅蓮也因鬼咒裝備內存有2隻鬼，步上真晝的後塵。
鬼咒武器
分為兩種:附身化和具象化。
具象化
以讓鬼顯現，發揮感知敵人等特殊能力。因使用後體內鬼咒濃度下降，自身會變弱，所以需要注意。若能和在近處保護的憑依能力者協同作戰的話，可能有極好的戰果。而這類型在中、遠距離戰中有利，所以在部隊中易被派予後方支援的任務。
附身化
讓鬼附身於自己，使身體能力大幅提升的狀態。加之以同吸血鬼肉搏也不會輸的能力。這種類型站在前方，擔任和吸血鬼直接交戰與保護身後同伴的角色。而憑依類型的鬼的惡很強，所以小型化困難。
鬼化
持有鬼咒之力的人類，被鬼完全操縱的狀態。
由於鬼的願望是奪取宿主的肉體，當宿主的精神狀態遭到嚴重削弱或者鬼咒之力使用過度時，人類就可能墮落成頭生兩角的鬼的形態。
鬼化的人類是嗜好殺戮的怪物，其身體恢復能力與戰鬥力都極高。

## 出版書籍

### 漫畫
| 卷數 | 集英社         | 集英社                 | 青文出版社     | 青文出版社             |
| 卷數 | 發售日期       | ISBN                   | 發售日期       | EAN / ISBN             |
| ---- | -------------- | ---------------------- | -------------- | ---------------------- |
| 1    | 2013年1月4日   | ISBN 978-4-08-870705-1 | 2014年10月22日 | EAN 471-8016-01023-9   |
| 2    | 2013年5月2日   | ISBN 978-4-08-870673-3 | 2015年1月22日  | EAN 471-8016-01124-3   |
| 3    | 2013年9月4日   | ISBN 978-4-08-870814-0 | 2015年4月16日  | EAN 471-8016-01235-6   |
| 4    | 2014年1月4日   | ISBN 978-4-08-870897-3 | 2015年8月6日   | EAN 471-8016-01389-6   |
| 5    | 2014年5月2日   | ISBN 978-4-08-880063-9 | 2015年11月6日  | EAN 471-8016-01533-3   |
| 6    | 2014年9月4日   | ISBN 978-4-08-880180-3 | 2016年2月10日  | EAN 471-8016-01639-2   |
| 7    | 2015年1月5日   | ISBN 978-4-08-880283-1 | 2016年5月5日   | EAN 471-8016-01836-5   |
| 8    | 2015年4月3日   | ISBN 978-4-08-880339-5 | 2016年8月11日  | EAN 471-8016-01909-6   |
| 9    | 2015年9月4日   | ISBN 978-4-08-880472-9 | 2016年10月13日 | EAN 471-8016-02012-2   |
| 10   | 2015年12月4日  | ISBN 978-4-08-880503-0 | 2017年1月16日  | EAN 471-8016-02134-1   |
| 11   | 2016年5月2日   | ISBN 978-4-08-880677-8 | 2017年2月2日   | EAN 471-8016-02153-2   |
| 12   | 2016年9月2日   | ISBN 978-4-08-880781-2 | 2017年4月10日  | EAN 471-8016-02248-5   |
| 13   | 2016年12月31日 | ISBN 978-4-08-880892-5 | 2017年5月18日  | EAN 471-8016-02370-3   |
| 14   | 2017年5月2日   | ISBN 978-4-08-881079-9 | 2017年10月16日 | EAN 471-8016-02600-1   |
| 15   | 2017年11月2日  | ISBN 978-4-08-881150-5 | 2018年9月6日   | ISBN 978-986-356-591-8 |
| 16   | 2018年4月4日   | ISBN 978-4-08-881406-3 | 2019年2月21日  | ISBN 978-986-356-718-9 |
| 17   | 2018年10月4日  | ISBN 978-4-08-881594-7 | 2019年8月19日  | ISBN 978-986-512-022-1 |
| 18   | 2019年3月4日   | ISBN 978-4-08-881768-2 | 2020年1月15日  | ISBN 978-986-512-204-1 |
| 19   | 2019年9月4日   | ISBN 978-4-08-882061-3 | 2020年5月18日  | ISBN 978-986-512-300-0 |
| 20   | 2020年2月4日   | ISBN 978-4-08-882210-5 | 2020年8月17日  | ISBN 978-986-512-465-6 |
| 21   | 2020年6月4日   | ISBN 978-4-08-882321-8 | 2021年2月8日   | ISBN 978-986-512-647-6 |
| 22   | 2020年10月2日  | ISBN 978-4-08-882440-6 | 2021年6月21日  | ISBN 978-626-303-210-1 |
| 23   | 2021年2月4日   | ISBN 978-4-08-882556-4 | 2022年3月21日  | ISBN 978-626-303-977-3 |
| 24   | 2021年6月4日   | ISBN 978-4-08-882678-3 | 2022年7月27日  | ISBN 978-626-322-483-4 |
| 25   | 2021年10月4日  | ISBN 978-4-08-882812-1 | 2023年3月3日   | ISBN 978-626-322-867-2 |
| 26   | 2022年2月4日   | ISBN 978-4-08-883025-4 | 2023年4月11日  | ISBN 978-626-340-216-4 |
| 27   | 2022年6月3日   | ISBN 978-4-08-883131-4 | 2023年6月8日   | ISBN 978-626-340-752-7 |
| 28   | 2022年10月4日  | ISBN 978-4-08-883267-8 | 2023年8月7日   | ISBN 978-626-362-015-5 |
| 29   | 2023年2月3日   | ISBN 978-4-08-883379-8 | 2024年3月4日   | ISBN 978-626-362-747-5 |
| 30   | 2023年7月4日   | ISBN 978-4-08-883627-2 | 2024年5月13日  | ISBN 978-626-383-339-5 |
| 31   | 2023年11月2日  | ISBN 978-4-08-883694-2 | 2024年7月18日  | ISBN 978-626-383-541-2 |
| 32   | 2024年4月4日   | ISBN 978-4-08-883889-2 | 2025年3月19日  | ISBN 978-626-422-301-0 |
| 33   | 2024年10月4日  | ISBN 978-4-08-884217-2 | 2025年5月29日  | ISBN 978-626-422-572-4 |
| 34   | 2025年4月4日   | ISBN 978-4-08-884532-6 |                |                        |

- 特別版

| 卷數 | 集英社       | 集英社                 | 備註           |
| 卷數 | 發售日期     | ISBN                   | 備註           |
| ---- | ------------ | ---------------------- | -------------- |
| 8    | 2015年4月3日 | ISBN 978-4-08-908241-6 | 廣播劇CD同梱版 |
| 11   | 2016年5月2日 | ISBN 978-4-08-908264-5 | 動畫DVD同梱版  |

- 公式書

| 卷數 | 集英社        | 集英社                 | 青文出版社    | 青文出版社           |
| 卷數 | 發售日期      | ISBN                   | 發售日期      | EAN                  |
| ---- | ------------- | ---------------------- | ------------- | -------------------- |
| 8.5  | 2015年6月4日  | ISBN 978-4-08-880527-6 | 2016年8月11日 | EAN 471-8016-01938-6 |
| 108  | 2015年12月4日 | ISBN 978-4-08-880698-3 |               |                      |

### 外傳漫畫
《終結的熾天使 一瀨紅蓮，破滅的16歲》（終わりのセラフ 一瀬グレン、16歳の破滅）作畫：
| 卷數 | 講談社         | 講談社                 |
| 卷數 | 發售日期       | ISBN                   |
| ---- | -------------- | ---------------------- |
| 1    | 2017年11月2日  | ISBN 978-4-06-392610-1 |
| 2    | 2018年4月4日   | ISBN 978-4-06-511189-5 |
| 3    | 2018年8月3日   | ISBN 978-4-06-512362-1 |
| 4    | 2018年11月30日 | ISBN 978-4-06-513828-1 |
| 5    | 2019年5月2日   | ISBN 978-4-06-515557-8 |
| 6    | 2019年9月4日   | ISBN 978-4-06-517099-1 |
| 7    | 2020年2月4日   | ISBN 978-4-06-518613-8 |
| 8    | 2020年6月4日   | ISBN 978-4-06-520095-7 |
| 9    | 2020年11月4日  | ISBN 978-4-06-521423-7 |

### 小說
《終結的熾天使 一瀨紅蓮，破滅的16歲》（終わりのセラフ 一瀬グレン、16歳の破滅）
| 卷數 | 講談社         | 講談社                                                            | 尖端出版       | 尖端出版               |
| 卷數 | 發售日期       | ISBN                                                              | 發售日期       | ISBN                   |
| ---- | -------------- | ----------------------------------------------------------------- | -------------- | ---------------------- |
| 1    | 2013年1月4日   | ISBN 978-4-06-375279-3                                            | 2015年6月4日   | ISBN 978-957-10-5990-7 |
| 2    | 2013年7月2日   | ISBN 978-4-06-375311-0                                            | 2015年7月9日   | ISBN 978-957-10-6057-6 |
| 3    | 2014年1月31日  | ISBN 978-4-06-375354-7                                            | 2015年10月15日 | ISBN 978-957-10-6154-2 |
| 4    | 2014年7月2日   | ISBN 978-4-06-375396-7                                            | 2016年2月18日  | ISBN 978-957-10-6365-2 |
| 5    | 2015年4月2日   | ISBN 978-4-06-381451-4                                            | 2016年5月19日  | ISBN 978-957-10-6611-0 |
| 6    | 2015年10月30日 | ISBN 978-4-06-381491-0（通常版） ISBN 978-4-06-358784-5（限定版） | 2016年8月16日  | ISBN 978-957-106-730-8 |
| 7    | 2016年12月2日  | ISBN 978-4-06-381572-6                                            | 2017年8月3日   | ISBN 978-957-10-7510-5 |

《終結的熾天使 一瀨紅蓮，世界重生的19歲》（暫譯）（終わりのセラフ 一瀬グレン、19歳の世界再誕）
| 卷數 | 講談社         | 講談社                 |
| 卷數 | 發售日期       | ISBN                   |
| ---- | -------------- | ---------------------- |
| 1    | 2017年12月27日 | ISBN 978-4-06-381636-5 |
| 2    | 2018年11月30日 | ISBN 978-4-06-514385-8 |

《終結的熾天使 吸血鬼米迦爾物語》（暫譯）（終わりのセラフ 吸血鬼ミカエラの物語）
| 卷數 | 集英社        | 集英社                 |
| 卷數 | 發售日期      | ISBN                   |
| ---- | ------------- | ---------------------- |
| 1    | 2015年12月4日 | ISBN 978-4-08-703358-8 |
| 2    | 2016年5月2日  | ISBN 978-4-08-703395-3 |

## 電視動畫

### 製作人員
- 監督：德土大介[2]
- 副監督：肥塚正史
- 系列構成、劇本：瀨古浩司
- 角色設計：門脇聰
- 副角色設計、道具設計：胡拓磨
- 分鏡統籌：品川宏樹
- 總作畫監督：門脇聰、山田步
- 主動畫師：富田惠美、加藤美穗、杉崎由佳、胡拓磨
- 色彩設定：沼畑富美子
- 美術監督：吉岡誠子
- 美術設定：藤井一志
- 攝影監督：赤松康裕
- 3D監督：
- 2D：荒木宏文
- 剪接：宇都宮正記
- 音樂製作人：澤野弘之
- 音樂：澤野弘之、和田貴史、橘麻美、白石惠
- 音樂製作：堀口泰史
- 音響監督：鶴岡陽太
- 動畫製作：WIT STUDIO

### 主題曲
片頭曲
「X.U.」（第2－12話）
作詞：Benjamin & mpi，作曲、編曲：澤野弘之，歌：SawanoHiroyuki[nZk]:Gemie
「Two souls -toward the truth-」（第14－23話）
作詞、作曲、編曲：八木沼悟志，歌：fripSide
片尾曲
「scaPEGoat」（第2－12話）
作詞：Benjamin & mpi，作曲、編曲：澤野弘之，歌：SawanoHiroyuki[nZk]:Yosh
（第14－24話）
作詞、歌：Yanaginagi，作曲、編曲：藤間仁
插曲
「My Foolish Heart」（第4、12話）
原曲：Ned Washington、Victor Young，演奏：Bill Evans Trio
「Dim Light」（第13－14、16－17、19話）
作詞：Benjamin & mpi，作曲、編曲：澤野弘之，歌：mpi

### 各話列表
| 話數                | 日文標題 | 中文標題       | 劇本         | 分鏡                     | 演出                                  | 作畫監督                                                              | 片尾插畫   |        |
| 第一季              | 第一季   | 第一季         | 第一季       | 第一季                   | 第一季                                | 第一季                                                                | 第一季     | 第一季 |
| ------------------- | -------- | -------------- | ------------ | ------------------------ | ------------------------------------- | --------------------------------------------------------------------- | ---------- | ------ |
| 第1話               |          | 血脈的世界     | 瀨古浩司     | 德土大介                 | 德土大介                              | 加藤美穗、杉崎由佳                                                    | katomi     |        |
| 第2話               |          | 毀滅後的人類   | 瀨古浩司     | 宮地昌幸                 | 肥塚正史                              | 山田步                                                                | 山田步     |        |
| 第3話               |          | 棲宿心中的魔鬼 | 瀨古浩司     | 所智一 德土大介          | 所智一                                | 竹田逸子                                                              | 竹田逸子   |        |
| 第4話               |          | 吸血鬼米迦爾   | 瀨古浩司     | 高岡淳一                 | 高岡淳一                              | 高岡淳一、原修一 松尾真彥、豐田桂祐 山本真理子                        | 高岡淳一   |        |
| 第5話               |          | 與黑鬼的契約   | 瀨古浩司     | 大原實 城紀史 吉成鋼     | 松下周平                              | 磯野智                                                                | 吉成鋼     |        |
| 第6話               |          | 新的家人       | 瀨古浩司     | 肥塚正史                 | 安食圭                                | 富田惠美、竹田逸子 安食圭                                             | 富田惠美   |        |
| 第7話               |          | 三葉的團隊     | 瀨古浩司     | 宮地昌幸                 | 若野哲也                              | 加藤美穗、杉崎由佳 胡拓磨、庄田英興 夏瀨悠季、管振宇                  | 杉崎由佳   |        |
| 第8話               |          | 殲滅的開始     | 瀨古浩司     | 平川哲生                 | 宇都宮正記 青柳宏宜                   | 原修一、松尾真彥 井川麗奈、本村晃一 山田步                            | 安食圭     |        |
| 第9話               |          | 襲擊的吸血鬼   | 瀨古浩司     | 岩瀧智                   | 二宮壯史                              | 深澤學、二宮壯史 山本真理子                                           | 山本真理子 |        |
| 第10話              |          | 選擇的結果     | 瀨古浩司     | 室井富美江 肥塚正史      | 淺見松雄                              | 管振宇、三木俊明 小澤圓                                               | 小澤圓     |        |
| 第11話              |          | 青梅竹馬的重逢 | 瀨古浩司     | 宮地昌幸                 | 森邦宏                                | 富田惠美、井川麗奈 胡拓磨、深澤學                                     | 井川麗奈   |        |
| 第12話              |          | 皆是罪人       | 瀨古浩司     | 德土大介 城紀史 長山延好 | 吉澤俊一                              | 加藤美穗、稻吉朝子 山田步、原修一 三木俊明、深澤學 西尾知惠、二宮壯史 | 門脇聰     |        |
| 第二季 名古屋決戰篇 |          |                |              |                          |                                       |                                                                       |            |        |
| 第13話              |          | 人類的世界     | 瀨古浩司     | 宮地昌幸                 | 若野哲也                              | 長谷川早紀                                                            | 長谷川早紀 |        |
| 第14話              |          | 交錯的關係     | 瀨古浩司     | 平川哲生                 | 平川哲生                              | 磯野智                                                                | 磯野智     |        |
| 第15話              |          | 帝鬼軍的野心   | 瀨古浩司     | 宮地昌幸                 | 上野史博                              | 小林由香里、津熊健德                                                  | 富田惠美   |        |
| 第16話              |          | 月鬼的號令     | 瀨古浩司     | 大原實                   | 京極義昭                              | 井川麗奈、杉崎由佳 辻智子                                             | 井川麗奈   |        |
| 第17話              |          | 逆反的家畜     | 瀨古浩司     | 肥塚正史                 | 赤松康裕                              | 胡拓磨、西尾智惠 三木俊明                                             | 品川宏樹   |        |
| 第18話              |          | 正義之劍       | 瀨古浩司     | 金森陽子                 | 金森陽子                              | 加藤美穗、板倉健 管振宇                                               | 加藤美穗   |        |
| 第19話              |          | 深夜和紅蓮     | 瀨古浩司     | 森邦宏                   | 森邦宏                                | 長谷川早紀、日向正樹 山中正博                                         | 山中正博   |        |
| 第20話              |          | 鬼的搖籃曲     | 瀨古浩司     | 岩瀧智                   | 若野哲也                              | 井川麗奈、杉崎由佳 辻智子、荒井大                                     | 山田步     |        |
| 第21話              |          | 背叛的同伴     | 瀨古浩司     | 京極義昭                 | 京極義昭                              | 胡拓磨、富田惠美 大杉尚廣、山本裕子 管振宇                            | 胡拓磨     |        |
| 第22話              |          | 優和米迦       | 瀨古浩司     | 宮地昌幸                 | 松下周平                              | 加藤美穗、板倉健 山田步、本田敬一                                     | 淺野恭司   |        |
| 第23話              |          | 傲慢的愛       | 瀨古浩司     | 金森陽子 肥塚正史        | 金森陽子 河井由美 肥塚正史            | 富田惠美、山本祐子 大杉尚廣、門脇聰                                   | 大杉尚廣   |        |
| 第24話              |          | 終結的熾天使   | 瀨古浩司     | 德土大介                 | 河井ゆう美 京極義昭 若野哲也 德土大介 | 井川麗奈、杉崎由佳 千葉崇明、手塚響平 胡拓磨（怪物）                  | 門脇聰     |        |
| OAD                 |          | 吸血鬼沙哈爾   | アタットリー | 青柳宏宜                 | 青柳宏宜                              | 磯野智 石崎夏海 關南 城紀史                                           | 不適用     |        |

### 播放電視台
日本深夜動畫：下文記載的日本国内播放時間使用日本標準時間（UTC+9）表示。因為部分時間标识會採用30小时制，因此請留意这类超过24:00的时间，其實際播放時間為翌日清晨。
| 播放地區   | 播放電視台   | 播放日期                     | 播放時間（UTC+9）         | 所屬聯播網 | 備註              |
| 第1季      | 第1季        | 第1季                        | 第1季                     | 第1季      | 第1季             |
| ---------- | ------------ | ---------------------------- | ------------------------- | ---------- | ----------------- |
| 東京都     | TOKYO MX     | 2015年4月4日－6月20日        | 星期六 22時00分－22時30分 | 獨立UHF局  |                   |
| 近畿廣域圈 | 每日放送     | 2015年4月4日－6月20日        | 星期六 25時58分－26時28分 | 日本新聞網 | Anime Shower第1部 |
| 愛知縣     | 愛知電視台   | 2015年4月5日－6月21日        | 星期日 26時05分－26時35分 | 東京電視網 |                   |
| 日本全國   | AT-X         | 2015年4月6日－6月22日        | 星期一 23時00分－23時30分 | 衛星電視   | 有重播            |
| 日本全國   | BS11         | 2015年4月6日－6月22日        | 星期一 24時00分－24時30分 | 衛星電視   | ANIME+節目        |
| 日本全國   | NICONICO直播 | 2015年4月6日－6月22日        | 星期一 24時30分－25時00分 | 網絡電視   |                   |
| 日本全國   | 朝視ch1      | 2015年4月14日－6月29日       | 星期一 24時00分－24時30分 | 衛星電視   | 有字幕            |
| 第2季      |              |                              |                           |            |                   |
| 東京都     | TOKYO MX     | 2015年10月10日－12月26日     | 星期六 22時00分－22時30分 | 獨立UHF局  |                   |
| 愛知縣     | 愛知電視台   | 2015年10月10日－12月26日     | 星期六 25時50分－26時20分 | 東京電視網 |                   |
| 近畿廣域圈 | 每日放送     | 2015年10月10日－12月26日     | 星期六 26時28分－26時58分 | 日本新聞網 | Anime Shower第2部 |
| 日本全國   | AT-X         | 2015年10月11日－12月27日     | 星期日 20時30分－21時00分 | 衛星電視   | 有重播            |
| 日本全國   | BS11         | 2015年10月12日－12月28日     | 星期一 24時00分－24時30分 | 衛星電視   | ANIME+節目        |
| 日本全國   | NICONICO直播 | 2015年10月12日－12月28日     | 星期一 24時30分－25時00分 | 網絡電視   |                   |
| 日本全國   | 朝視ch1      | 2015年10月19日－2016年1月4日 | 星期一 25時00分－25時30分 | 衛星電視   | 有字幕            |

## 外部連結
- 官方網站 終結的熾天使.com （页面存档备份，存于）（日語）
- JUMP SQUARE內官方網站 （页面存档备份，存于）（日語）
- 終結的熾天使 | 輕小說文庫（日語）
- 『終結的熾天使』 集英社VOICE COMIC STATION-VOMIC-（日語）
- 終結的熾天使/Seraph of the End animated TV series （页面存档备份，存于）（日語）
- 終結的熾天使官方的X（前Twitter）（日語）